# Langendernbach
Langendernbach ist ein Ortsteil der Gemeinde Dornburg im mittelhessischen Landkreis Limburg-Weilburg. Den Namen verdankt er dem Dermesbach, der den Ort durchfließt.

## Geografische Lage

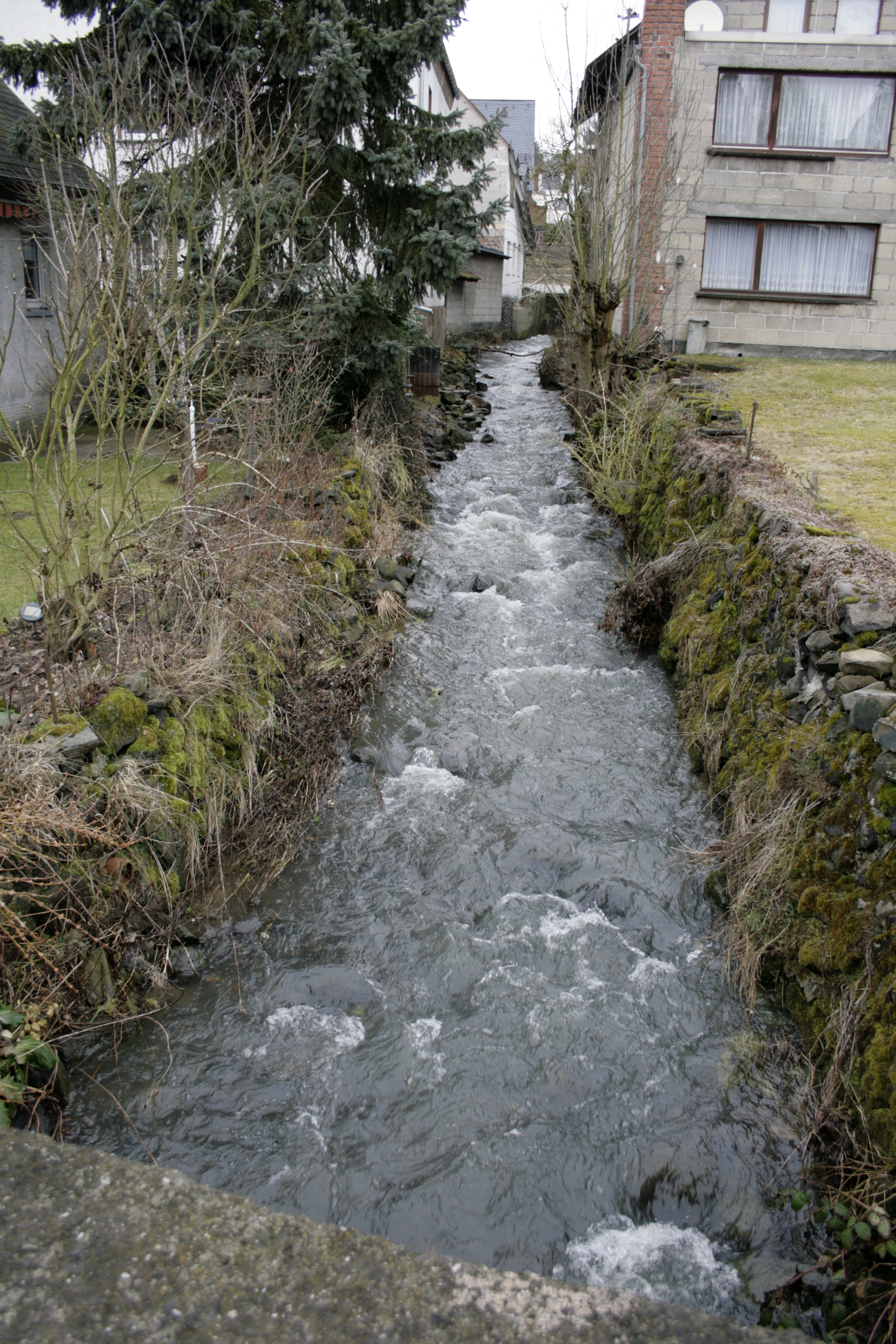
Dermesbach in der Ortsmitte

Langendernbach liegt am Osthang des Westerwalds, rund 17 Kilometer nördlich der Kreisstadt Limburg an der Lahn. Naturräumlich wird Langendernbach noch dem Oberwesterwald zugeordnet, genauer dem Oberwesterwälder Kuppenland, befindet sich aber im Übergang zum hohen Westerwald. Der Ort wird von der in Nord-Süd-Richtung verlaufenden Bundesstraße 54 durchschnitten. Der Elbbach verläuft südwestlich des Orts, von Nordosten fließt der Dermesbach durch das bebaute Gebiet.
Die Gemarkung grenzt im Südosten in einem kurzen Abschnitt an den Waldbrunner Ortsteil Hausen, im Süden an den Elbtaler Ortsteil Elbgrund, darauf folgende im Südwesten in einem kurzen Abschnitt an den Dornburger Zentralort Frickhofen und im Westen an Wilsenroth. In ihrem nördlichen Verlauf ist die Gemarkungsgrenze zugleich Landesgrenze zu Rheinland-Pfalz. Im Nordwesten schließen sich Berzhahn, Gemünden und Seck an, im Nordosten Irmtraut und Neunkirchen.
Der Ort liegt am sanft ansteigenden Osthang des Elbbachtals, das an dieser Stelle durch das Tal des Dernbachs in Richtung Nordosten erweitert wird. Außer nach Südosten, in Fließrichtung des Elbbachs, steigt das Gelände rundherum an, insbesondere in Richtung der Dornburg. Höchste markante Erhebung auf Langendernbacher Gebiet ist der Kohlhack mit 409 Meter Höhe, nahe am östlichen Ortsrand. Der höchste Punkt der Gemarkung befindet sich mit 414 Metern allerdings östlich der Hohen Hahnscheid (433 Meter), deren Gipfel in Rheinland-Pfalz liegt. Das Dorf selbst erstreckt sich auf einer Höhe von 210 bis 280 Metern.
Neben dem Wald, der die östlichen und nördlichen Teile der Gemarkung bedeckt, wird das Gebiet um Langendernbach insbesondere von landwirtschaftlich genutzten Flächen und einer Tongrube nordwestlich des Orts geprägt.

## Geschichte

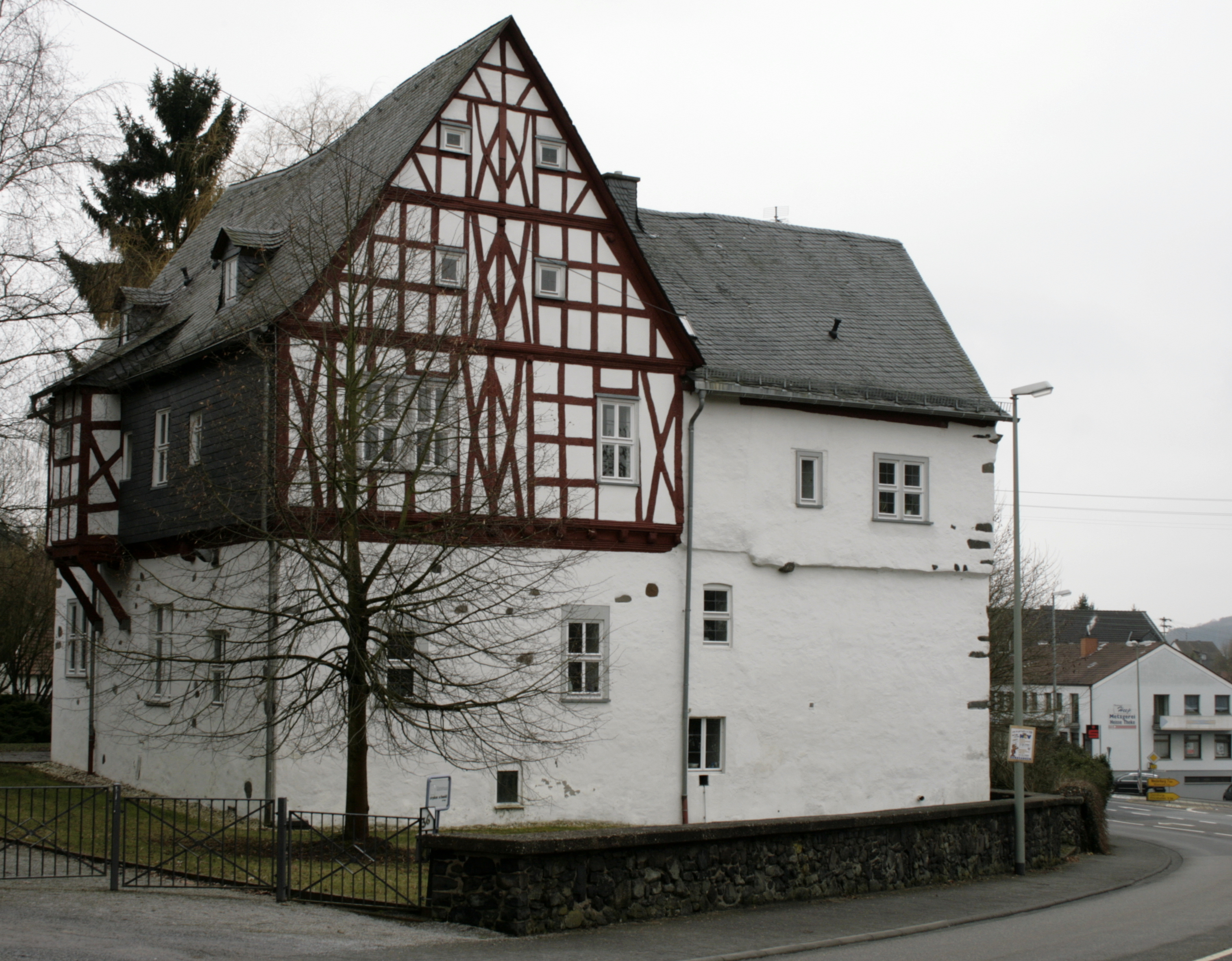
Das Hofhaus ist das älteste Gebäude des Ortes und war im 16. und 17. Jahrhundert Sitz von Niederadligen

### Ortsgeschichte
Die älteste bekannte Erwähnung erfolgte unter der Bezeichnung Derembach und datiert auf den 9. November 879. Damals wurde ein Fronhof im Ort dem Stift St. Severus in Gemünden gestiftet. Am Anfang des 10. Jahrhunderts wurde Langendernbach dem Kirchspiel Bleßberg mit der Blasiuskapelle als Mittelpunkt angeschlossen.
Um das Jahr 1100 zählte Langendernbach zur Herrschaft Diez. Die Grafen von Diez haben Teile ihres Besitzes verschiedentlich verpfändet. Im 14. Jahrhundert verpfändeten sie u. a. Frickhofen an die Grafen von Nassau-Hadamar. Mit dem Kirchspiel Frickhofen kam Langendernbach im 15. Jahrhundert an die Grafen von Nassau-Dillenburg.
Als Ortsadel traten Burgmannen der Nassauer auf. Die Herren Obentraut ließen 1556 das Hofhaus als Herrensitz am Ortsrand erbauen. Im Jahr 1602 kam das Anwesen an Bernkott von Welschenengsten, den Ehemann von Christine von Diez, dessen Familie im Dreißigjährigen Krieg vertrieben wurde. Die Soldateska des Dreißigjährigen Krieges plünderte den gesamten Ort, so dass bis zum Kriegsende nur noch etwa 20 Familien in Langendernbach wohnten. Die Grafschaft Nassau-Hadamar zog die Ländereien ihrer Lehnsnehmer in Langendernbach während des Kriegs ein, mussten den Besitz jedoch nach dem Westfälischen Frieden zurückerstatten. 1651 gab es Grabungen nach Vorkommen von Braunkohle und Eisenerz in der Gemarkung. Eine Ausbeutung im größeren Umfang und die geplante Errichtung einer Eisenhütte kamen jedoch nicht zustande. Später kam der Besitz an Nassau-Dillenburg. 1739 kam der Ort an Nassau-Oranien. 1789 galt Langendernbach als einer der ärmsten Orte des Westerwalds.
Je nach Herrschaft wechselte auch der zuständige Amtsbezirk von Ellar nach Hadamar oder Mengerskirchen. 1808 kam Langendernbach zum Großherzogtum Berg, durch den Wiener Kongress 1815 an das Herzogtum Nassau. Mit Nassau wurde Langendernbach 1866 preußisch. Zu jener Zeit zählte der Ort etwa 1370 Einwohner. Die Lebensverhältnisse waren weiterhin sehr bescheiden, was u. a. zu starker Auswanderung führte. Erst nach dem Übergang zu Preußen und dem Bau der Eisenbahn über den Westerwald nach Köln kam es zu einem wirtschaftlichen Aufschwung am Ort. Der 1872 gegründete Vorschuß-Verein (Vorläufer der heutigen Volksbank) begünstigte maßgeblich die Bautätigkeit und die Gründung von Kleinunternehmen in Langendernbach. Bald gab es vier Gastwirtschaften am Ort und zahlreiche Kleinunternehmen. 1893 wurde die Steinbrücke über die Elb, 1897 die Pfarrkirche, ein Jahrzehnt später das Pfarrhaus und die evangelische Kirche erbaut. Bis vor dem Ersten Weltkrieg kamen das Backhaus, das Spritzenhaus und die Wasserleitung hinzu. Die starke auf Krediten basierende Bautätigkeit blieb nicht ohne Probleme: die Genossenschaftsbank entging 1910 nur knapp dem Ruin, da viele Schuldner zahlungsunfähig waren.
Der Erste Weltkrieg, die nachfolgende wirtschaftliche Depression und der Zweite Weltkrieg führten zu einer mehrere Jahrzehnte dauernden Stagnation in der Entwicklung des Ortes. Im März 1945 wurde der Ort kampflos von vorrückenden amerikanischen Verbänden besetzt.
Hessische Gebietsreform (1970–1977)
zum 1. Juli 1974 wurde die bis dahin selbständige Gemeinde Langendernbach im Zuge der Gebietsreform in Hessen durch Landesgesetz in die Gemeinde Dornburg als Ortsteil eingemeindet.
Für Langendernbach wurde, wie für die übrigen Ortsteile von Dornburg, ein Ortsbezirk mit Ortsbeirat und Ortsvorsteher nach der Hessischen Gemeindeordnung eingerichtet.

### Verwaltungsgeschichte im Überblick
Die folgende Liste zeigt die Staaten und Verwaltungseinheiten, denen Langendernbach angehört(e):
- vor 1711: Heiliges Römisches Reich, Fürstentum Nassau-Hadamar, Amt Mengerskirchen
- 1717–1743: Heiliges Römisches Reich, Fürstentum Nassau-Dillenburg, Amt Mengerskirchen
- 1743–1806: Heiliges Römisches Reich, Grafen von Nassau-Diez als Teil des Fürstentums Nassau-Oranien, Amt Mengerskirchen
- 1806–1813: Großherzogtum Berg,[Anm. 2] Département Sieg, Arrondissement Dillenburg, Kanton Hadamar
- 1813–1815: Fürstentum Nassau-Oranien, Amt Mengerskirchen
- ab 1816: Herzogtum Nassau, Amt Hadamar[Anm. 3]
- ab 1849: Herzogtum Nassau, Kreisamt Hadamar[Anm. 4]
- ab 1854: Herzogtum Nassau, Amt Hadamar
- ab 1867: Norddeutscher Bund[Anm. 5], Königreich Preußen,[Anm. 6] Provinz Hessen-Nassau, Regierungsbezirk Wiesbaden, Oberlahnkreis[Anm. 7]
- ab 1871: Deutsches Reich, Königreich Preußen, Provinz Hessen-Nassau, Regierungsbezirk Wiesbaden, Oberlahnkreis
- ab 1886: Deutsches Reich, Königreich Preußen, Provinz Hessen-Nassau, Regierungsbezirk Wiesbaden, Kreis Limburg
- ab 1918: Deutsches Reich (Weimarer Republik), Freistaat Preußen, Provinz Hessen-Nassau, Regierungsbezirk Wiesbaden, Kreis Limburg
- ab 1944: Deutsches Reich, Freistaat Preußen, Provinz Nassau, Kreis Limburg
- ab 1945: Amerikanische Besatzungszone,[Anm. 8] Groß-Hessen, Regierungsbezirk Wiesbaden, Landkreis Limburg
- ab 1946: Amerikanische Besatzungszone, Land Hessen, Regierungsbezirk Wiesbaden, Landkreis Limburg
- ab 1949: Bundesrepublik Deutschland, Land Hessen, Regierungsbezirk Wiesbaden, Landkreis Limburg
- ab 1968: Bundesrepublik Deutschland, Land Hessen, Regierungsbezirk Darmstadt, Landkreis Limburg
- ab 1974: Bundesrepublik Deutschland, Land Hessen, Regierungsbezirk Darmstadt, Landkreis Limburg-Weilburg, Gemeinde Dornburg[Anm. 9]
- ab 1981: Bundesrepublik Deutschland, Land Hessen, Regierungsbezirk Gießen, Landkreis Limburg-Weilburg, Gemeinde Dornburg

### Bevölkerung
Einwohnerstruktur 2011
Nach den Erhebungen des Zensus 2011 lebten am Stichtag dem 9. Mai 2011 in Langendernbach 1578 Einwohner. Darunter waren 96 (6,1 %) Ausländer.
Nach dem Lebensalter waren 285 Einwohner unter 18 Jahren, 654 zwischen 18 und 49, 303 zwischen 50 und 64 und 336 Einwohner waren älter.
Die Einwohner lebten in 654 Haushalten. Davon waren 177 Singlehaushalte, 207 Paare ohne Kinder und 216 Paare mit Kindern, sowie 45 Alleinerziehende und 6 Wohngemeinschaften. In 126 Haushalten lebten ausschließlich Senioren und in 372 Haushaltungen lebten keine Senioren.
Einwohnerentwicklung
| Langendernbach: Einwohnerzahlen von 1834 bis 2019 | Langendernbach: Einwohnerzahlen von 1834 bis 2019 | Langendernbach: Einwohnerzahlen von 1834 bis 2019 | Langendernbach: Einwohnerzahlen von 1834 bis 2019 | Langendernbach: Einwohnerzahlen von 1834 bis 2019 |
| --- | ------------------------------------------------- | ------------------------------------------------- | ------------------------------------------------- | ------------------------------------------------- |
| Jahr |                                                   |                                                   |                                                   | Einwohner                                         |
| 1834 | 1834                                              |                                                   | 1.152                                             | 1.152                                             |
| 1840 | 1840                                              |                                                   | 1.206                                             | 1.206                                             |
| 1846 | 1846                                              |                                                   | 1.270                                             | 1.270                                             |
| 1852 | 1852                                              |                                                   | 1.382                                             | 1.382                                             |
| 1858 | 1858                                              |                                                   | 1.363                                             | 1.363                                             |
| 1864 | 1864                                              |                                                   | 1.420                                             | 1.420                                             |
| 1871 | 1871                                              |                                                   | 1.308                                             | 1.308                                             |
| 1875 | 1875                                              |                                                   | 1.431                                             | 1.431                                             |
| 1885 | 1885                                              |                                                   | 1.105                                             | 1.105                                             |
| 1895 | 1895                                              |                                                   | 1.052                                             | 1.052                                             |
| 1905 | 1905                                              |                                                   | 1.090                                             | 1.090                                             |
| 1910 | 1910                                              |                                                   | 1.073                                             | 1.073                                             |
| 1925 | 1925                                              |                                                   | 1.152                                             | 1.152                                             |
| 1939 | 1939                                              |                                                   | 1.111                                             | 1.111                                             |
| 1946 | 1946                                              |                                                   | 1.594                                             | 1.594                                             |
| 1950 | 1950                                              |                                                   | 1.477                                             | 1.477                                             |
| 1956 | 1956                                              |                                                   | 1.350                                             | 1.350                                             |
| 1961 | 1961                                              |                                                   | 1.374                                             | 1.374                                             |
| 1967 | 1967                                              |                                                   | 1.454                                             | 1.454                                             |
| 1970 | 1970                                              |                                                   | 1.608                                             | 1.608                                             |
| 1980 | 1980                                              |                                                   | ?                                                 | ?                                                 |
| 1990 | 1990                                              |                                                   | ?                                                 | ?                                                 |
| 2000 | 2000                                              |                                                   | ?                                                 | ?                                                 |
| 2011 | 2011                                              |                                                   | 1.578                                             | 1.578                                             |
| 2019 | 2019                                              |                                                   | 1.591                                             | 1.591                                             |
| Datenquelle: Historisches Gemeindeverzeichnis für Hessen: Die Bevölkerung der Gemeinden 1834 bis 1967. Wiesbaden: Hessisches Statistisches Landesamt, 1968. Weitere Quellen: LAGIS; Gemeinde Dornburg; Zensus 2011 |                                                   |                                                   |                                                   |                                                   |

Religionszugehörigkeit
- 1885: 60 evangelische (=5,43 %), 1007 katholische (=91,13 %) und 38 jüdische (=3,44 %) Einwohner[1]
- 1961: 75 evangelische (=5,46 %) und 1294 (=94,18 %) katholische Einwohner[1]

## Religion
Um das Jahr 1570 wurde Langendernbach lutherisch, später calvinistisch und 1629 wieder katholisch. 1906 wurde die evangelische Kirche errichtet.
Für 1723 sind erstmals zwei Juden in Langendernbach nachgewiesen. Ebenso wie ihre Glaubensbrüder der umliegenden Orte gehörten sie zunächst der im Verlauf des 18. Jahrhunderts gegründeten Kultusgemeinde Ellar an. Für 1830 sind 33 Juden in Langendernbach aufgeführt. Ab 1823 kam es zu zunehmenden Konflikten zwischen der Ellarer Gemeinde und ihren Mitgliedern aus Frickhofen und Langendernbach, die inzwischen die Mehrheit im Gemeindegebiet stellten. Ab diesem Zeitpunkt wurden in Langendernbach jüdische Gottesdienste gefeiert, von 1833 an in einem eigenen Gebetsraum, von 1857 an in einem dafür gekauften Haus in der Ackerstraße. Erst 1868 wurde diese Praxis vom preußischen Staat genehmigt. Im  Jahr 1913 wechselten die Langendernbacher Juden in die Kultusgemeinde Hadamar, worauf zwischen Frickhofen und Langendernbach ein jüdischer Friedhof angelegt wurde. 1933 lebten 35 Juden im Ort. Die meisten waren im Viehhandel tätig, die Familie Stern betrieb einen Gemischtwarenladen. In der Reichspogromnacht 1938 wurden die Kultgegenstände aus dem Gebetshaus verbrannt. Bis 1942 wurden sämtliche jüdischen Einwohner entweder in die Auswanderung getrieben oder verschleppt und ermordet. In diesem letzten Jahr wurden elf jüdische Einwohner deportiert und ermordet.

## Politik
Für Langendernbach besteht ein Ortsbezirk (Gebiete der ehemaligen Gemeinde Langendernbach) mit Ortsbeirat und Ortsvorsteher nach der Hessischen Gemeindeordnung.
Der Ortsbeirat besteht aus sechs Mitgliedern. Bei den Kommunalwahlen in Hessen 2021 betrug die Wahlbeteiligung zum Ortsbeirat 56,92 %. Dabei wurden gewählt: zwei Mitglieder der CDU und vier Mitglieder der „Freien Wählergemeinschaft Dörnburg“ (FWG).
Der Ortsbeirat wählte Michael Schneider (CDU) zum Ortsvorsteher.

## Kultur und Sehenswürdigkeiten

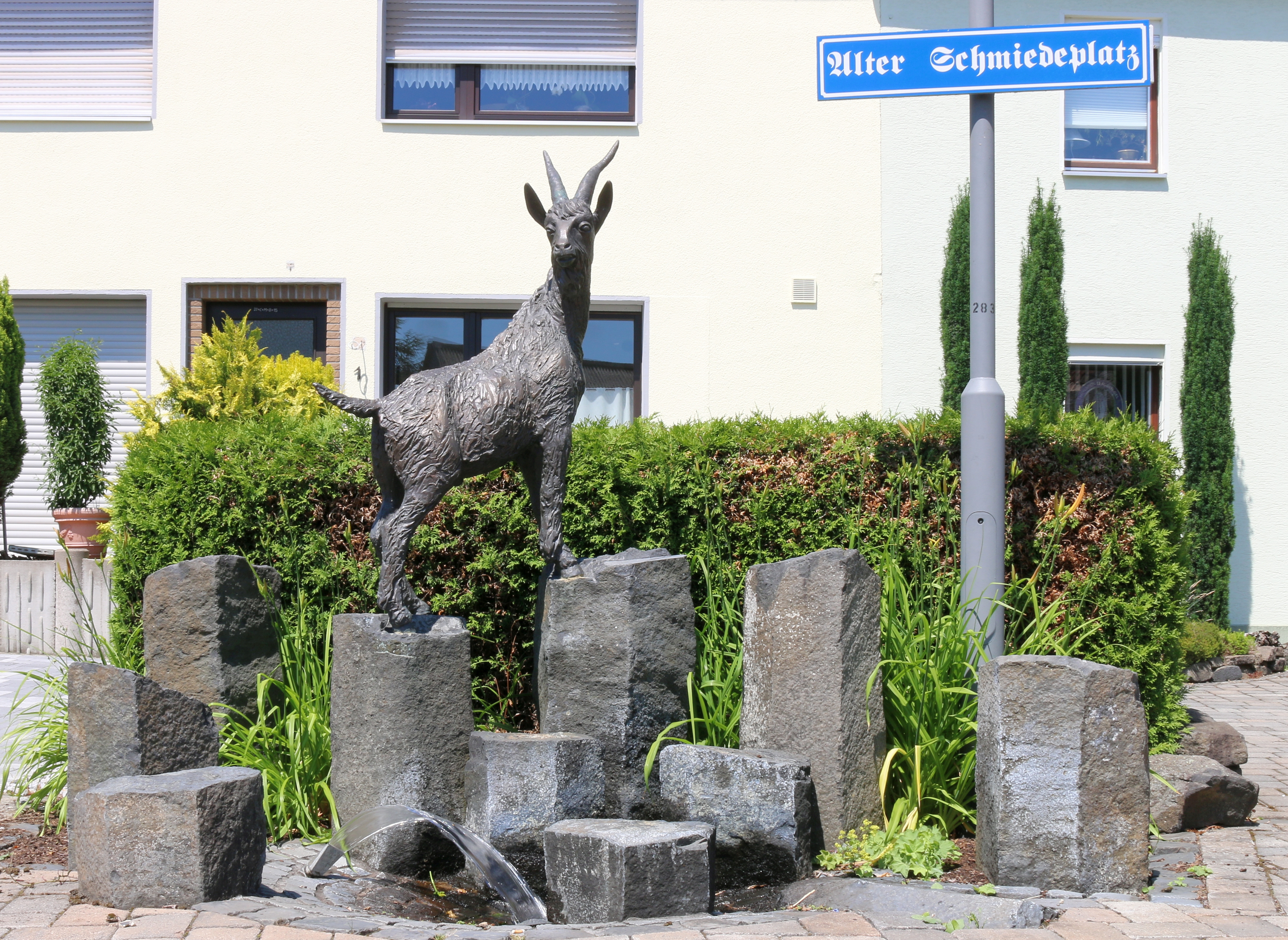
Ziegenbock-Skulptur im Ortskern

Der Ort führt zwar kein offizielles Wappen, aber traditionell wird der Ziegenbock, im örtlichen Westerwälder Dialekt „Gaasebock“ genannt, als inoffizielles Wappentier angesehen. Unter anderem bezieht sich die Bronzeskulptur eines Ziegenbocks am „Alten Schmiedeplatz“ im historischen Dorfkern auf diese Tradition.

### Vereine
Langendernbach verfügt über eine Freiwillige Feuerwehr (gegründet 1897) mit Jugendfeuerwehr (gegründet 12. März 1971), eine Ortsgruppe der KAB, eine katholische Frauengemeinschaft, den Kirchenchor „St. Matthias“, einen Kulturverein, einen Carnevalverein, den Männergesangverein „Liederkranz“, den ältesten Musikverein im Landkreis Limburg-Weilburg, einen Geflügelzuchtverein, einen Turn- und Sportverein, eine VdK-Ortsgruppe, einen Verein für japanische Kampfkunst, einen Schachklub, einen Dartsportverein und einen Verschönerungsverein. Außerdem ist der Ort Sitz der DLRG-Ortsgruppe für ganz Dornburg.

### Bauwerke

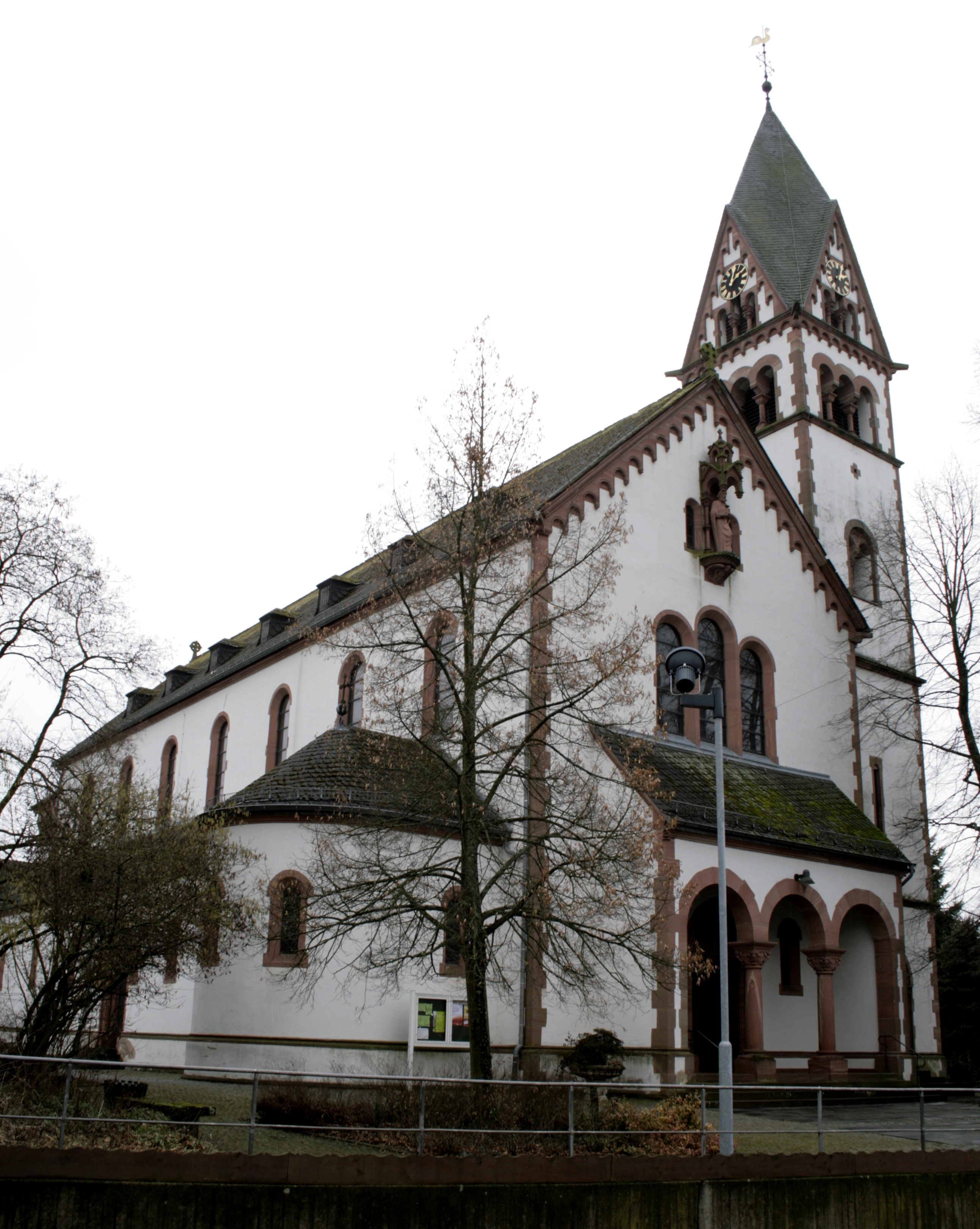
Pfarrkirche St. Matthias
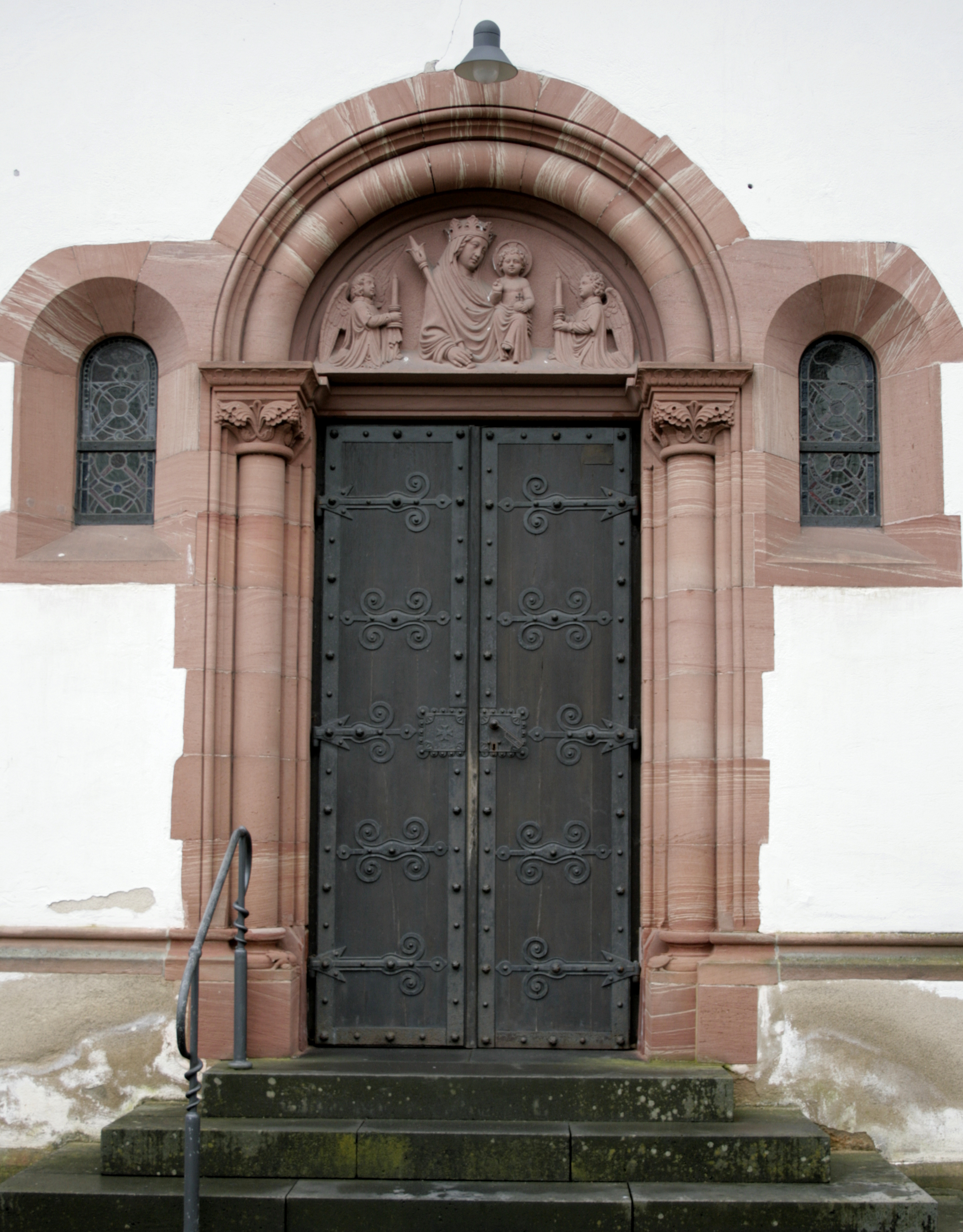
Seitentür der Pfarrkirche St. Matthias
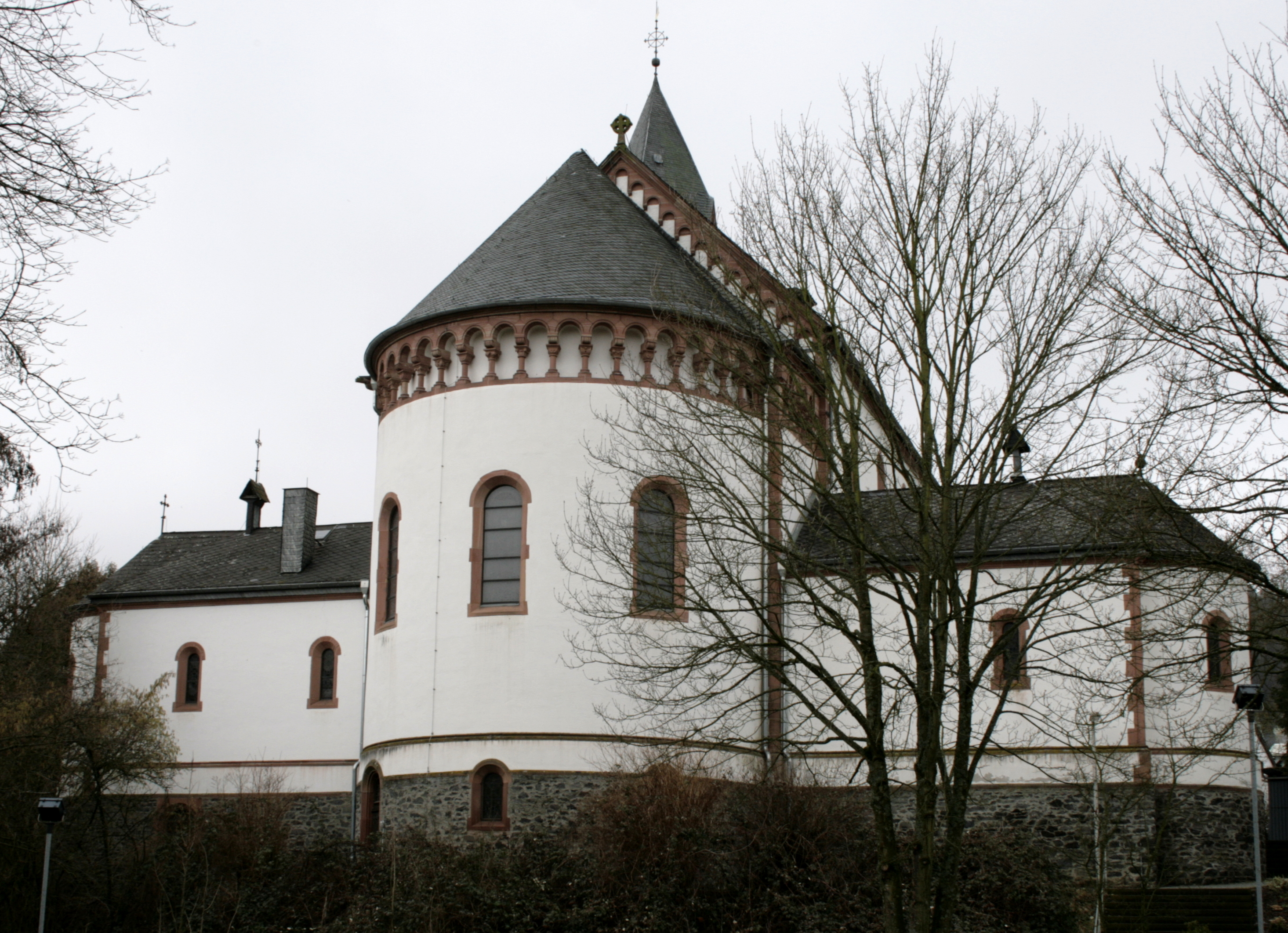
Apsisseite der Kirche St. Matthias, aus Südosten gesehen
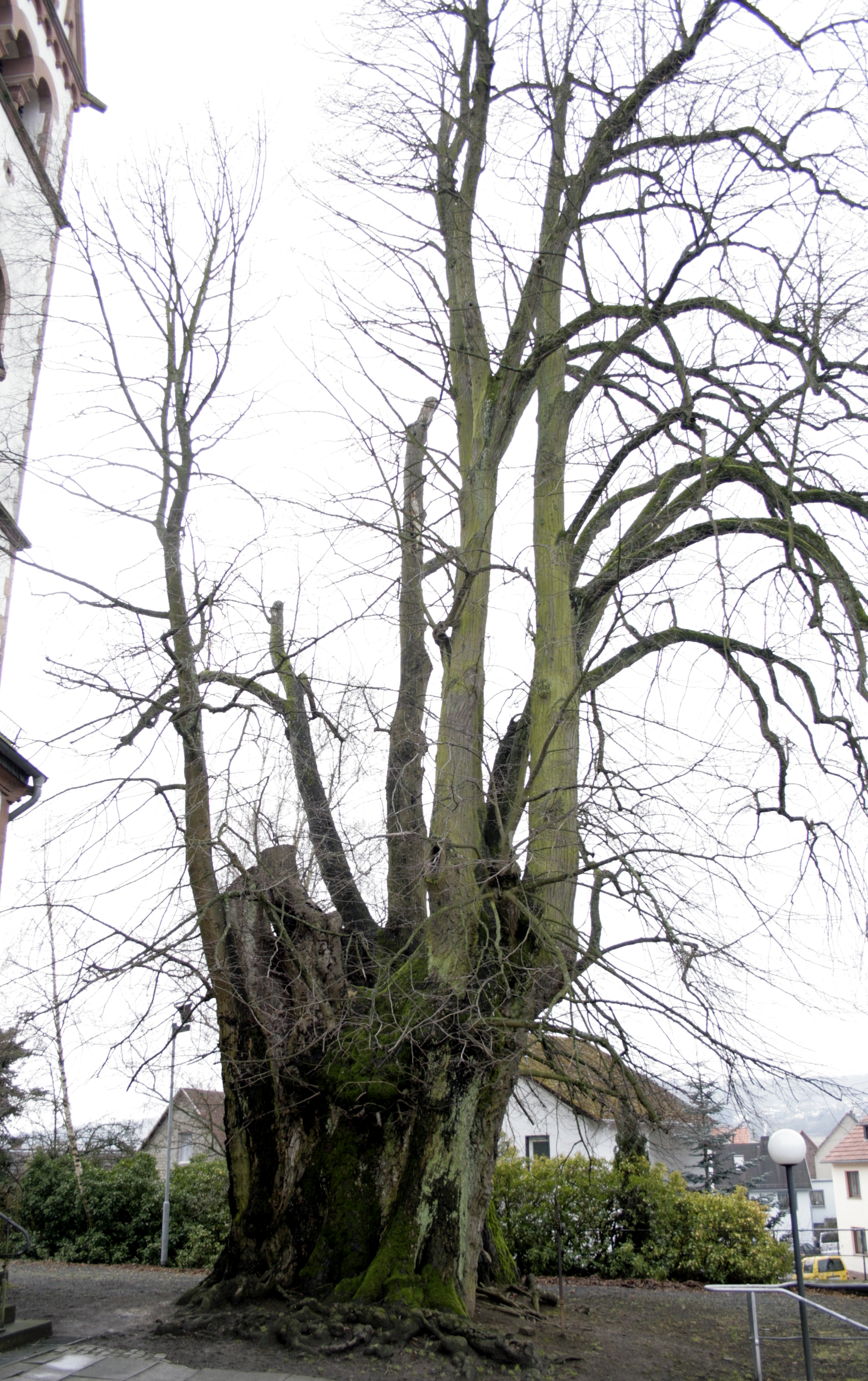
Alte Linde am Portal der Pfarrkirche St. Matthias
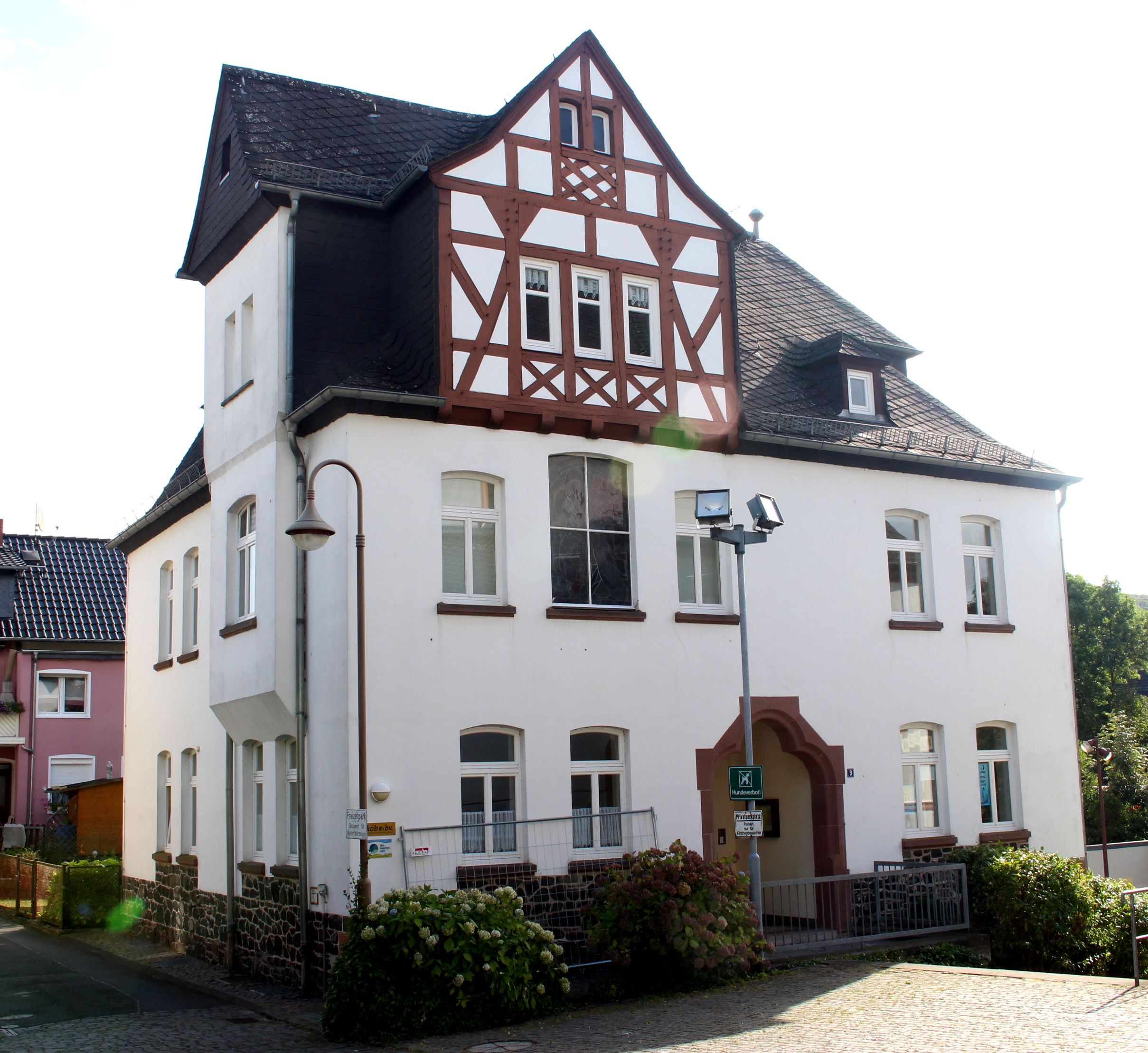
Pfarrhaus
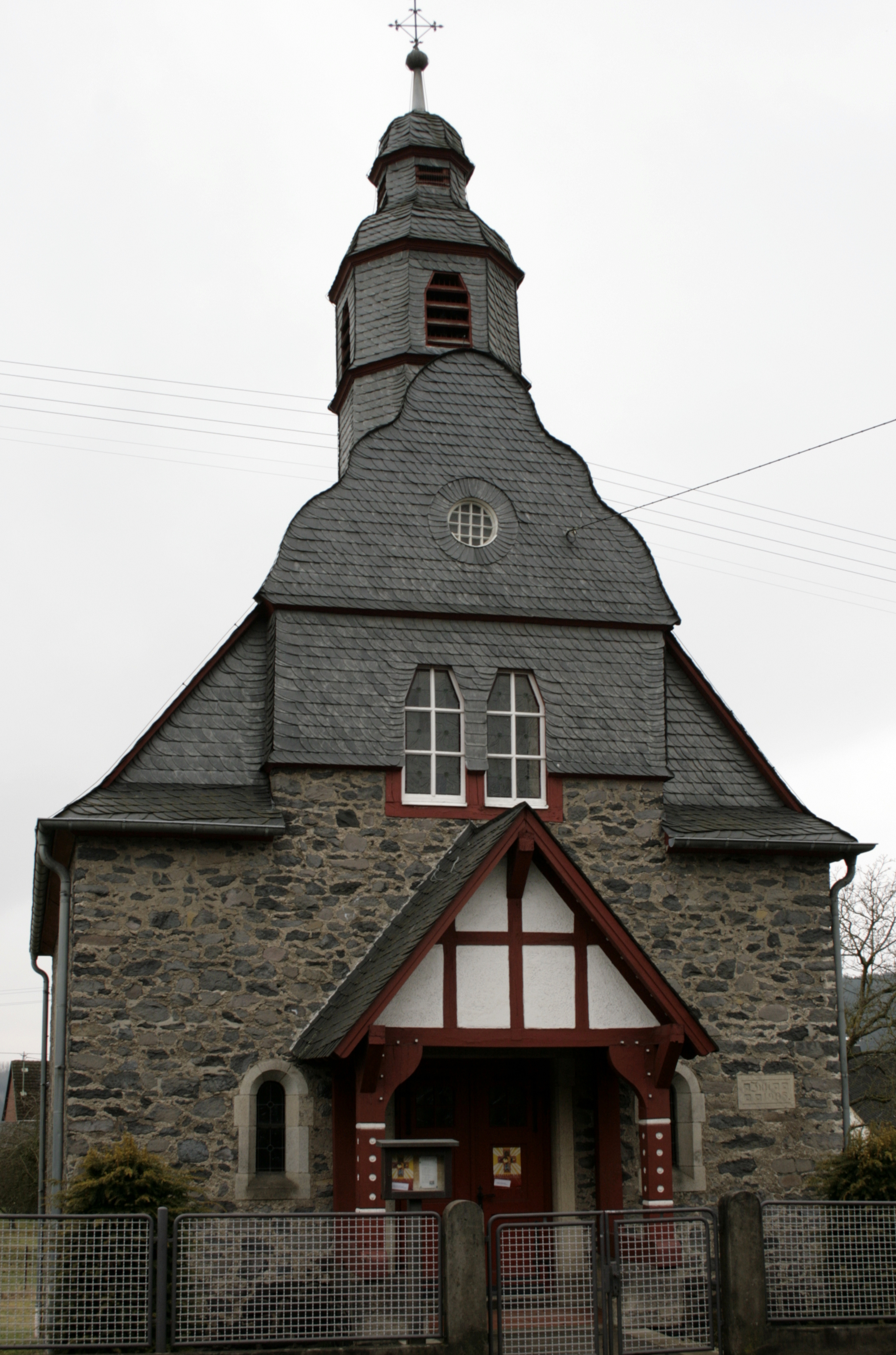
Evangelische Kirche, Portal
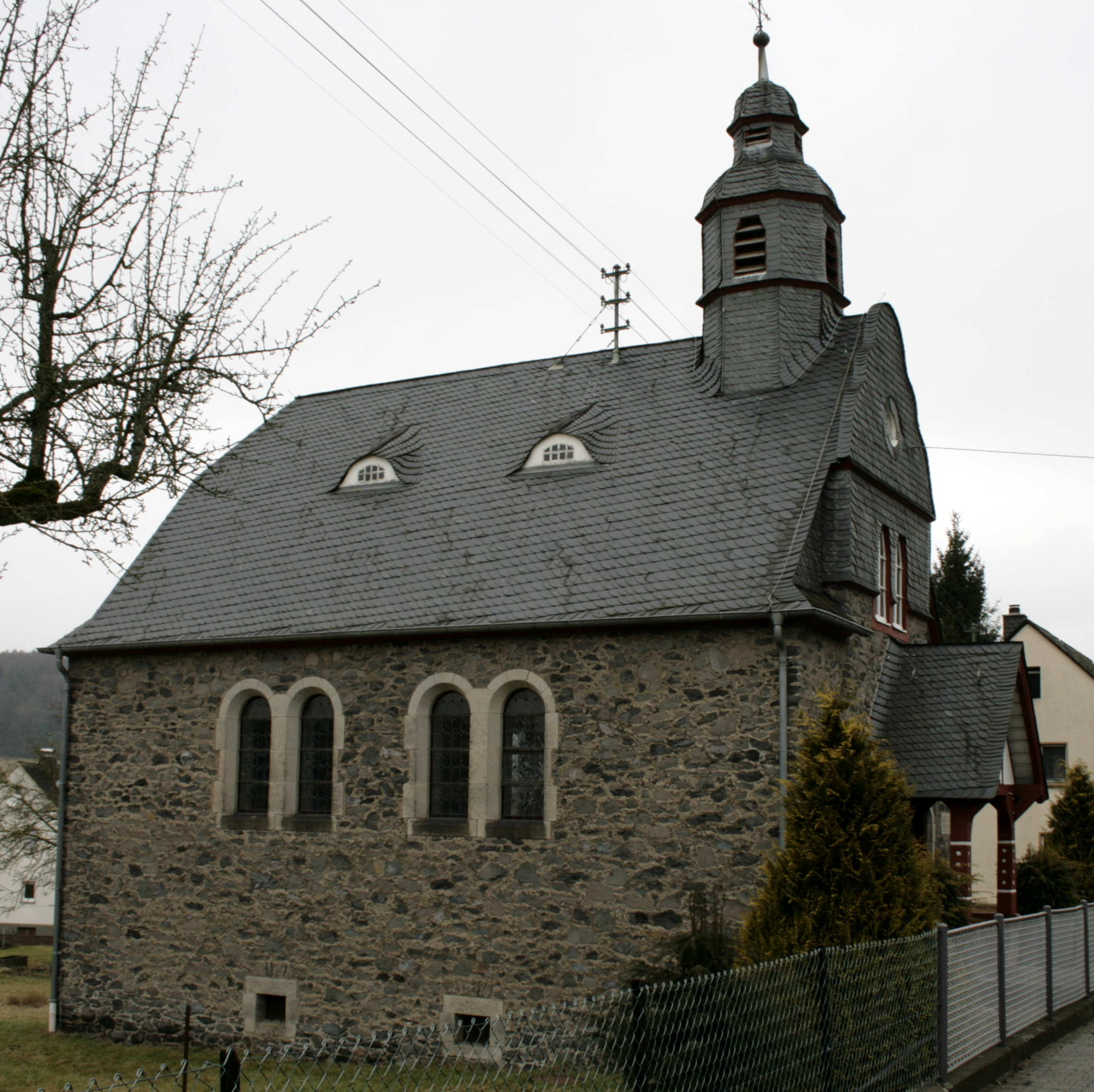
Evangelische Kirche, Seitenansicht
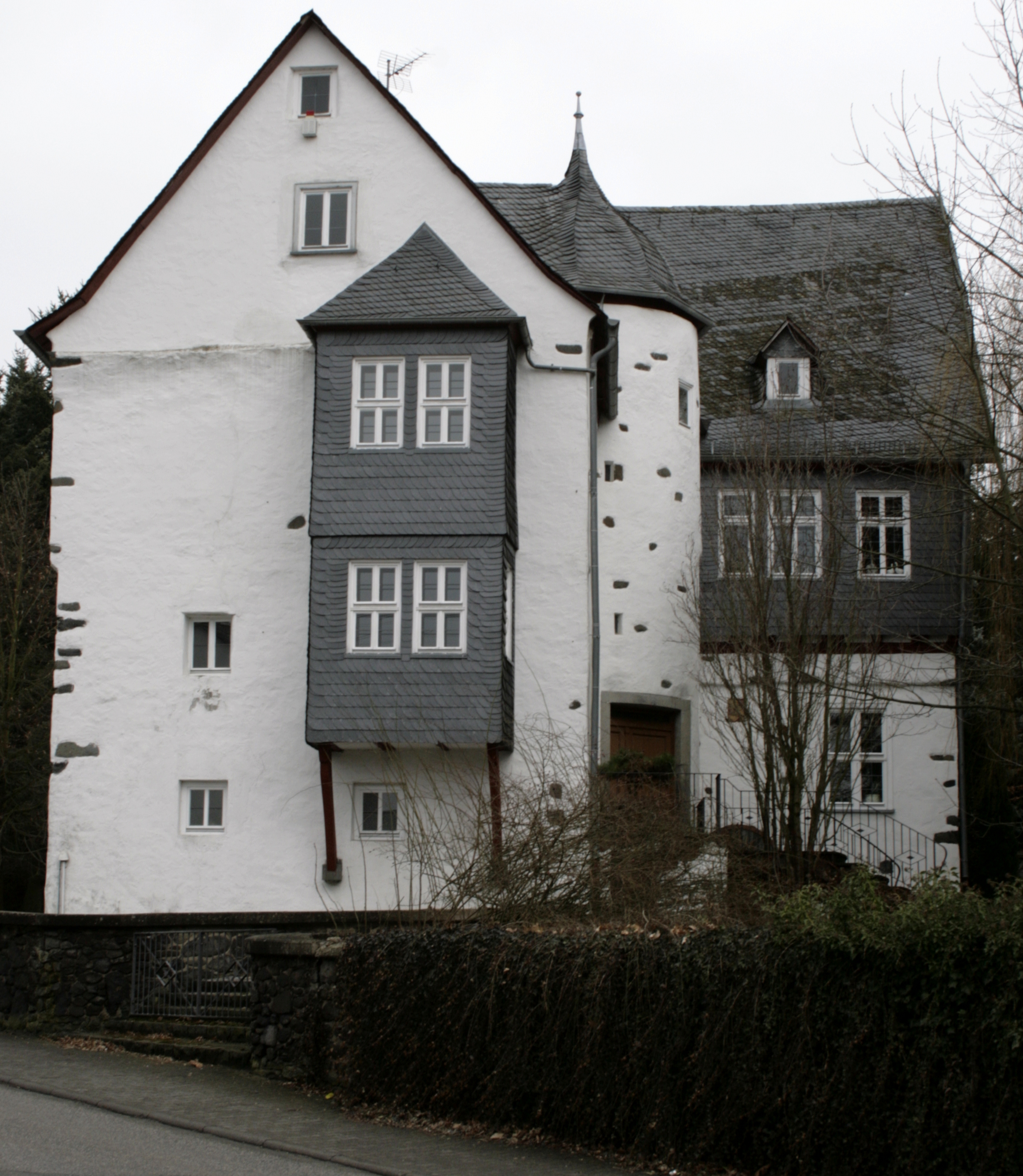
Hofhaus, aus Richtung Südwesten gesehen
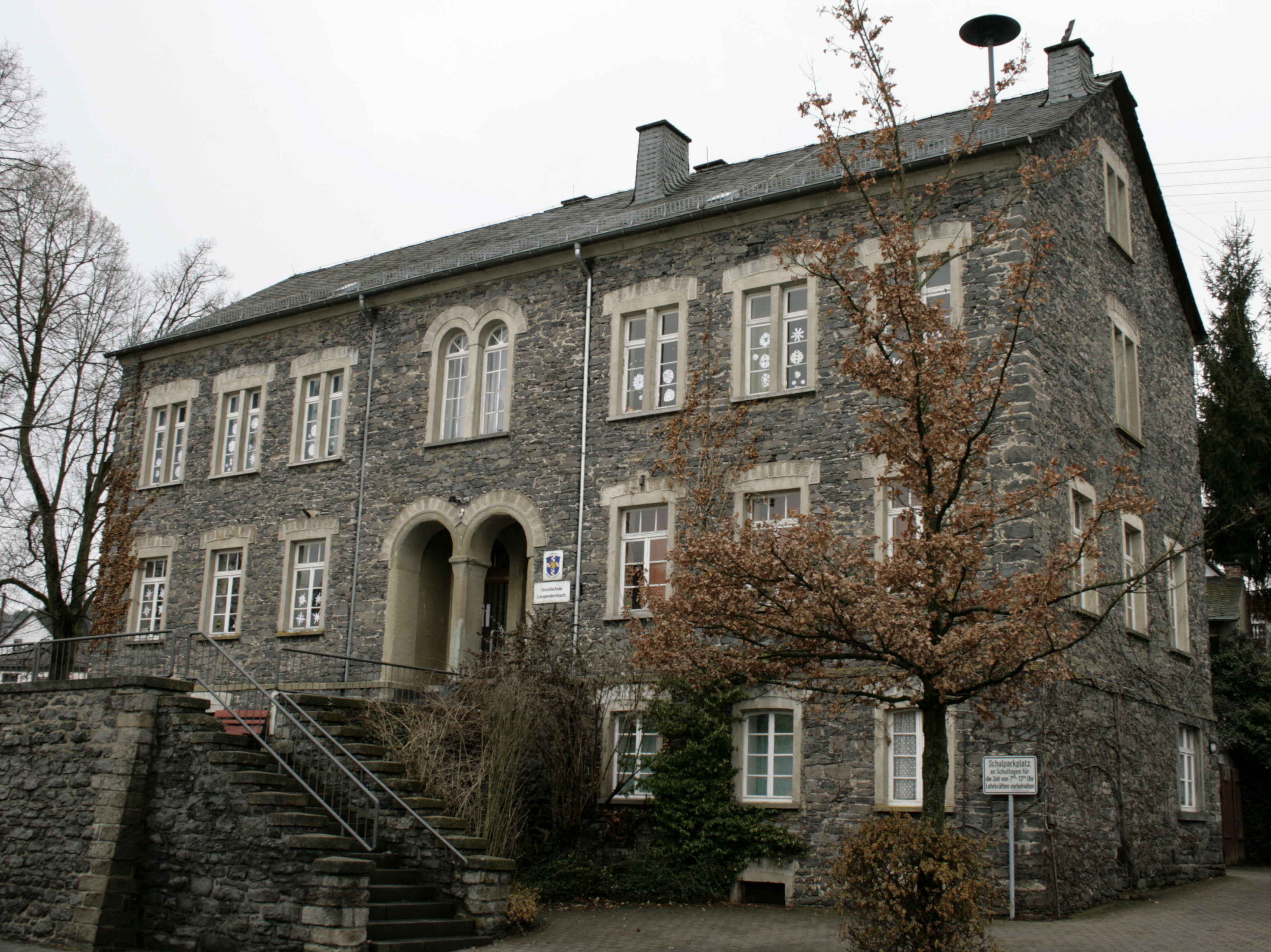
Grundschule
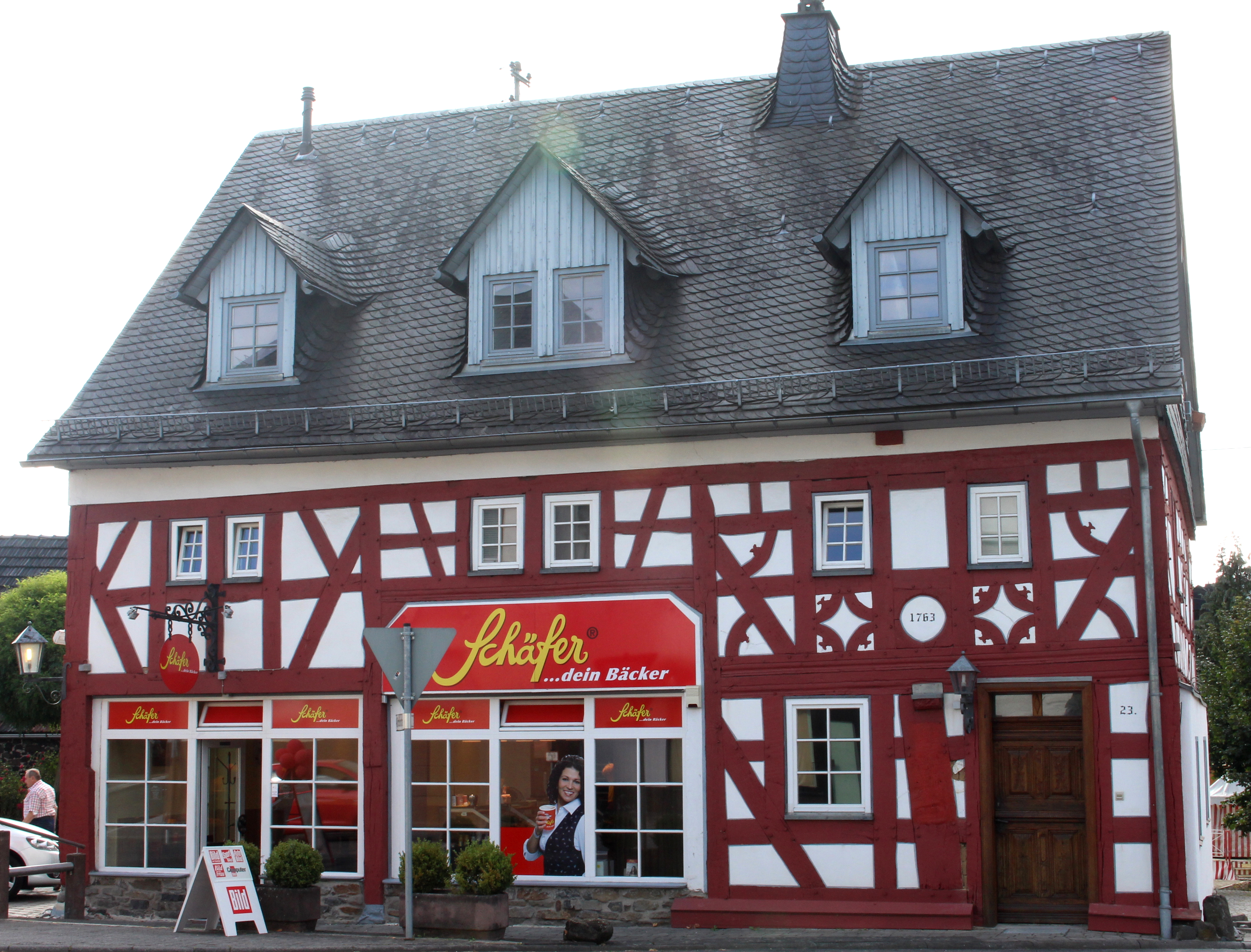
Ehemaliges Spritzenhaus
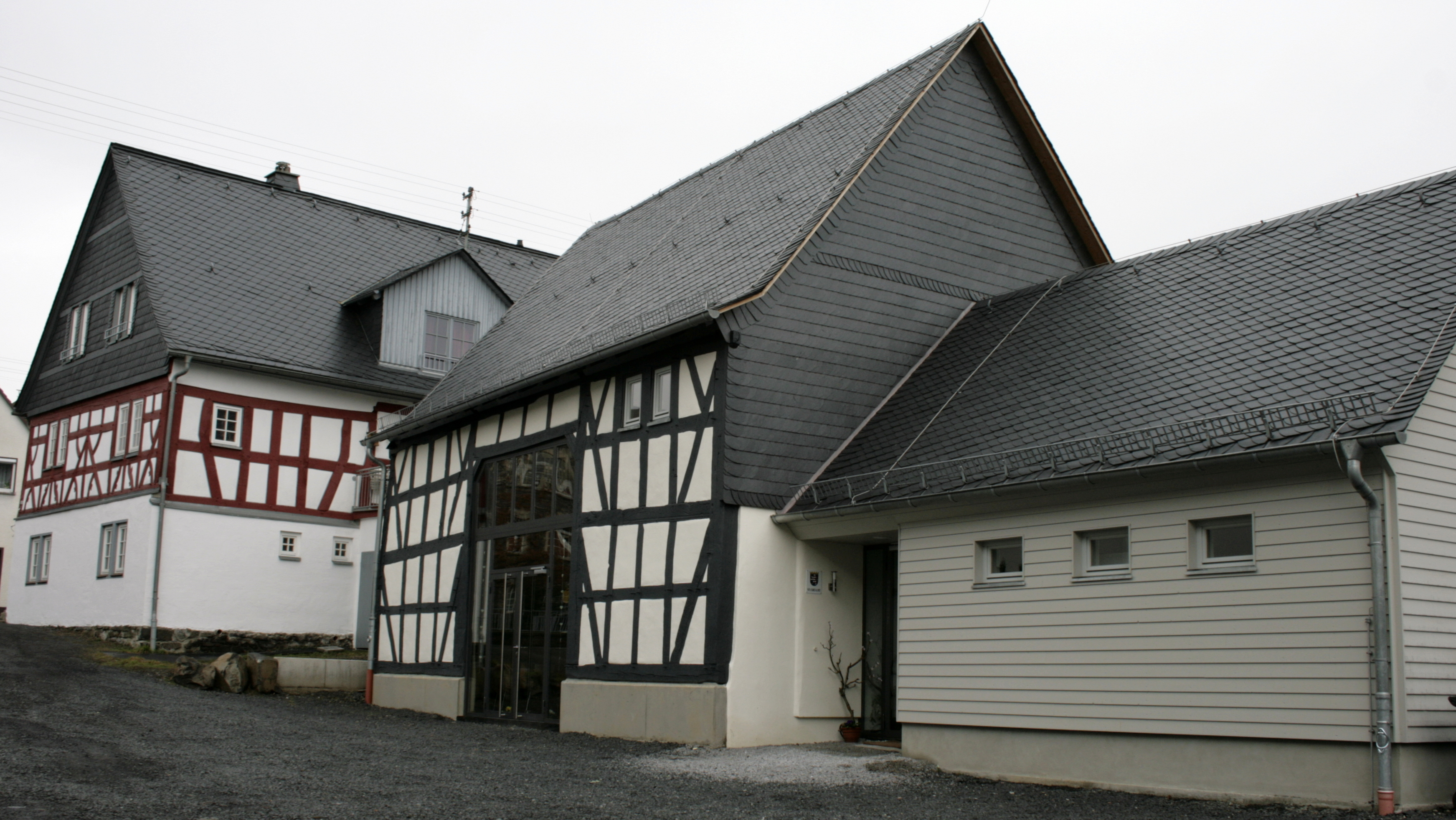
Kulturscheune (Mitte) und Teil der Rückfront von Bahnhofstraße 23
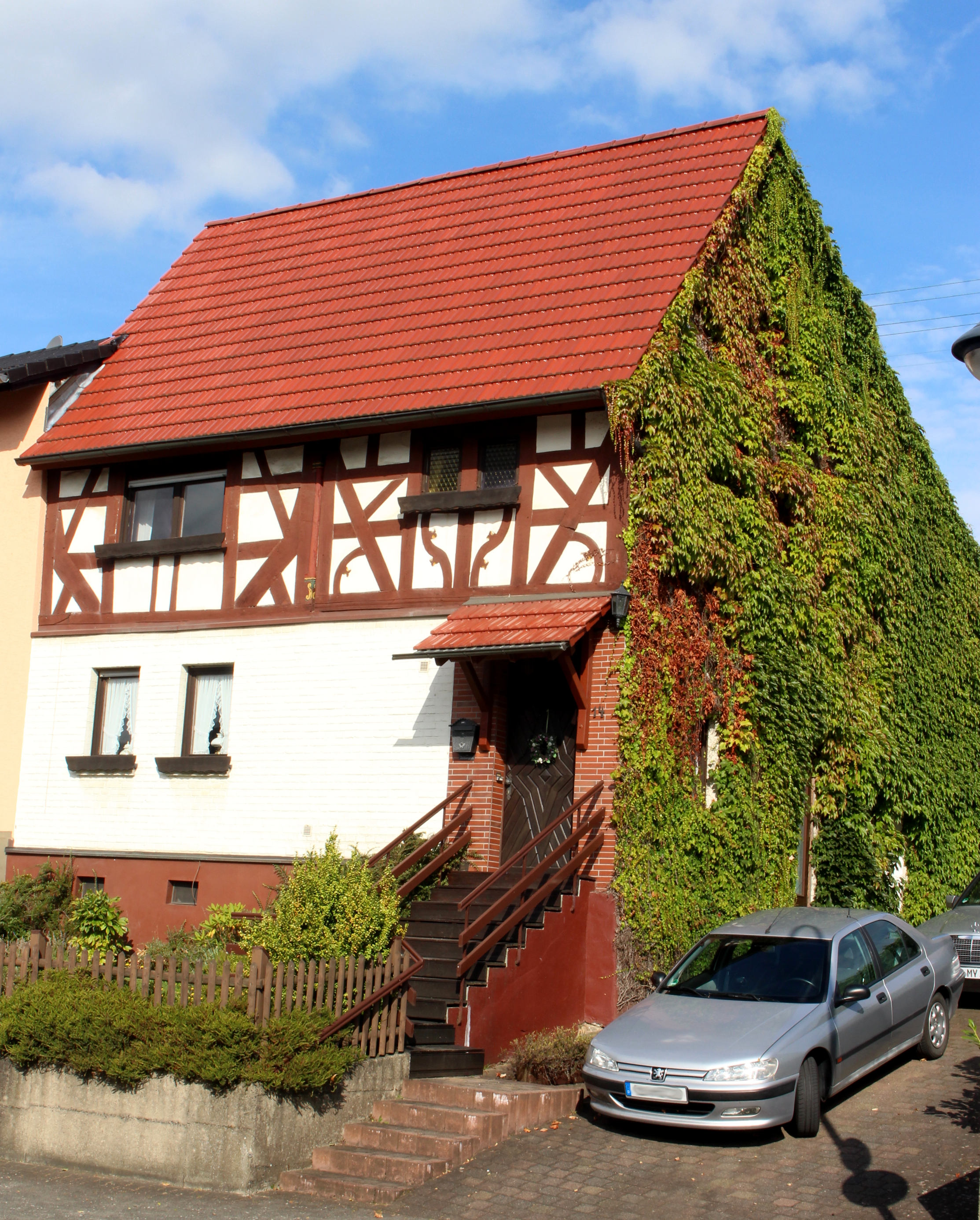
Bahnhofstraße 12
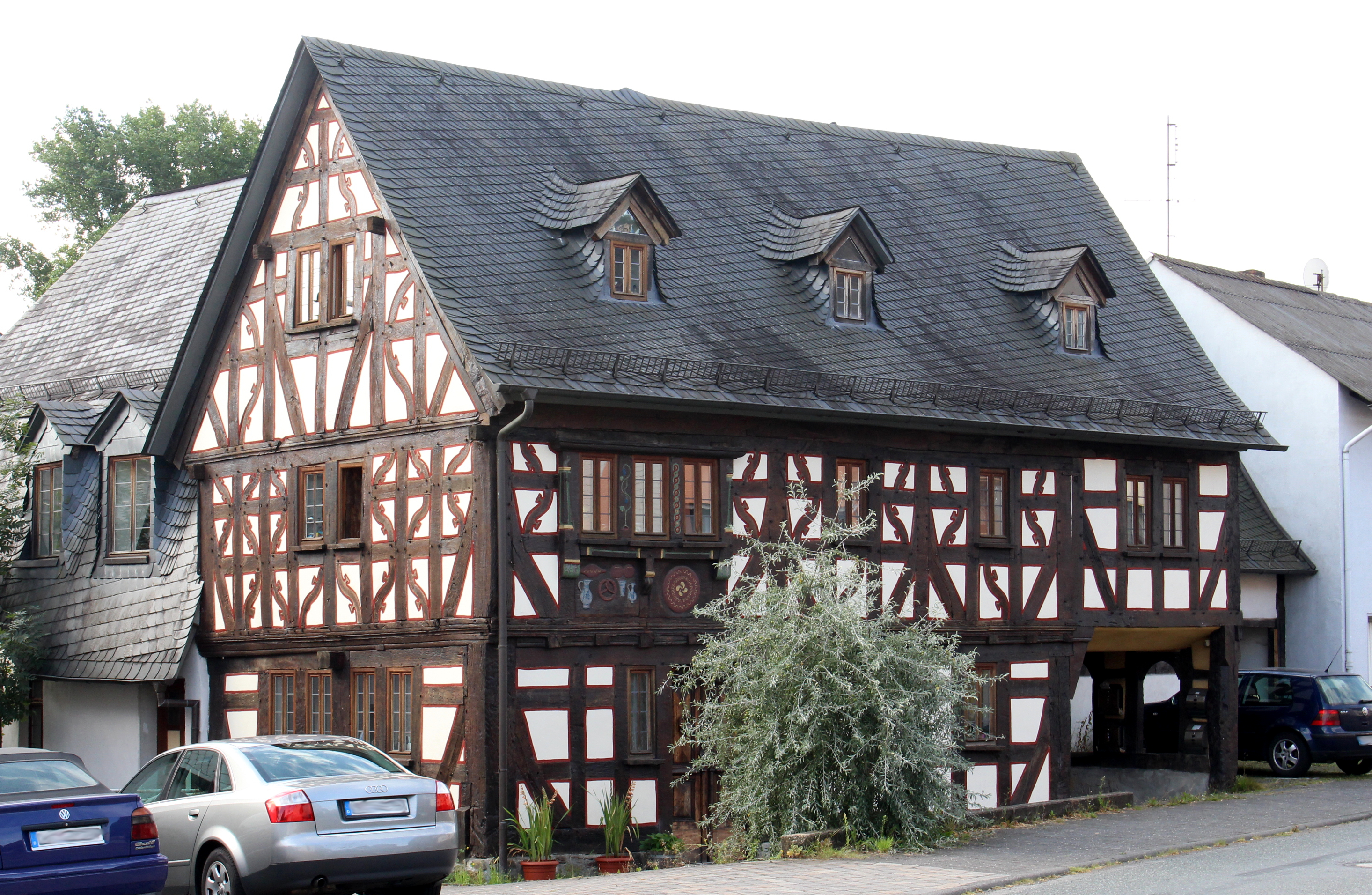
Bahnhofstraße 21
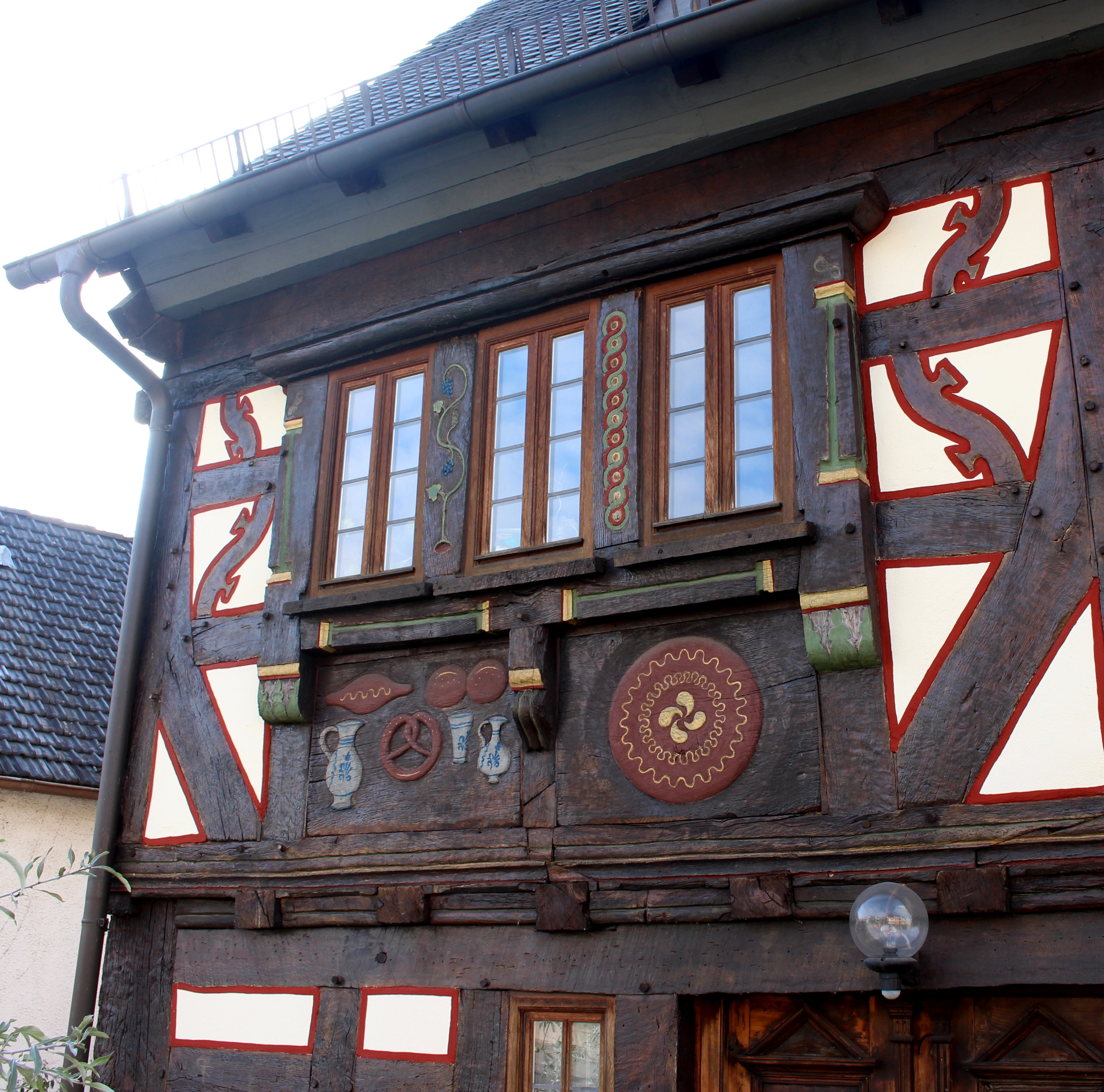
Schnitzwerk an Bahnhofstraße 21
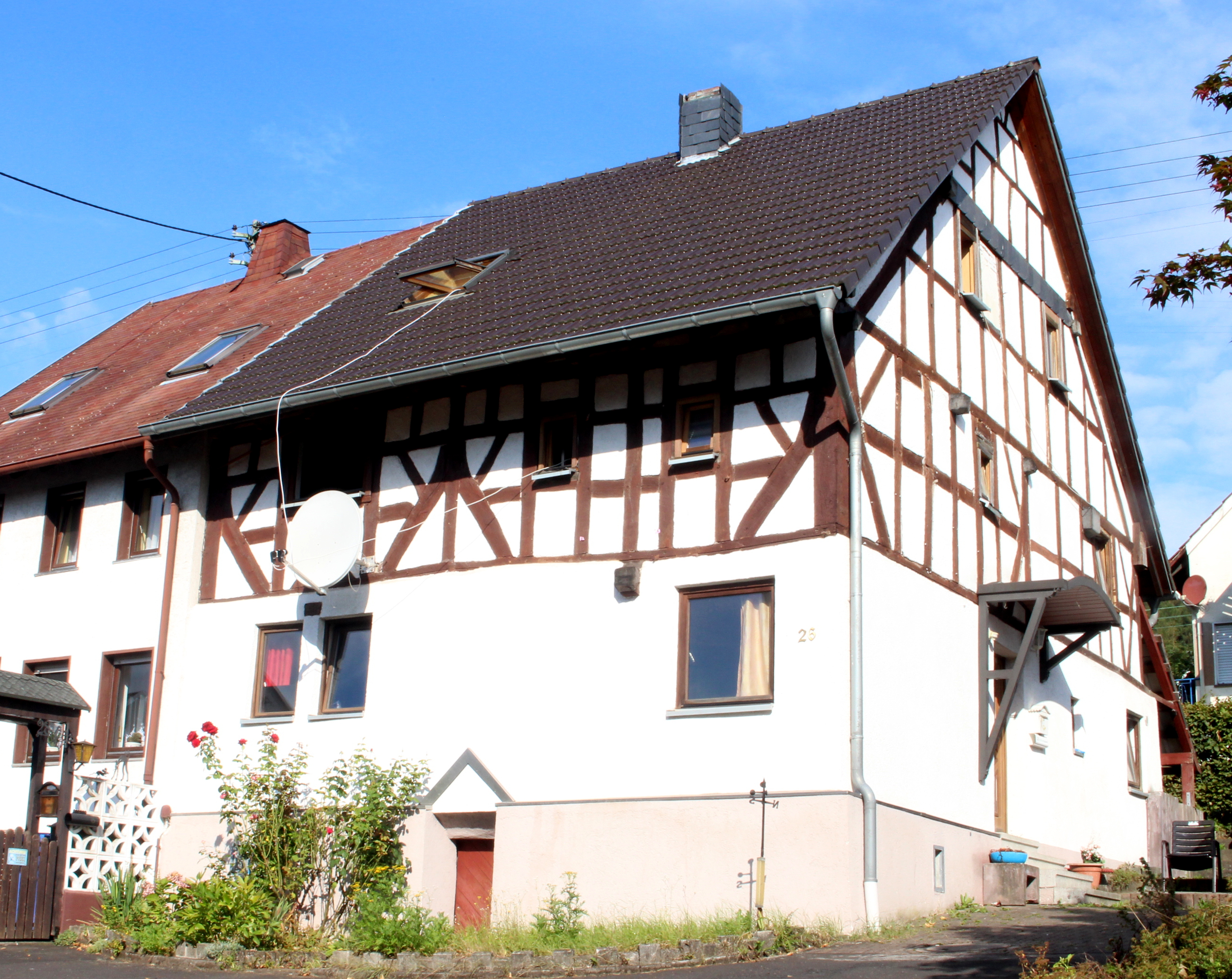
Bahnhofstraße 26
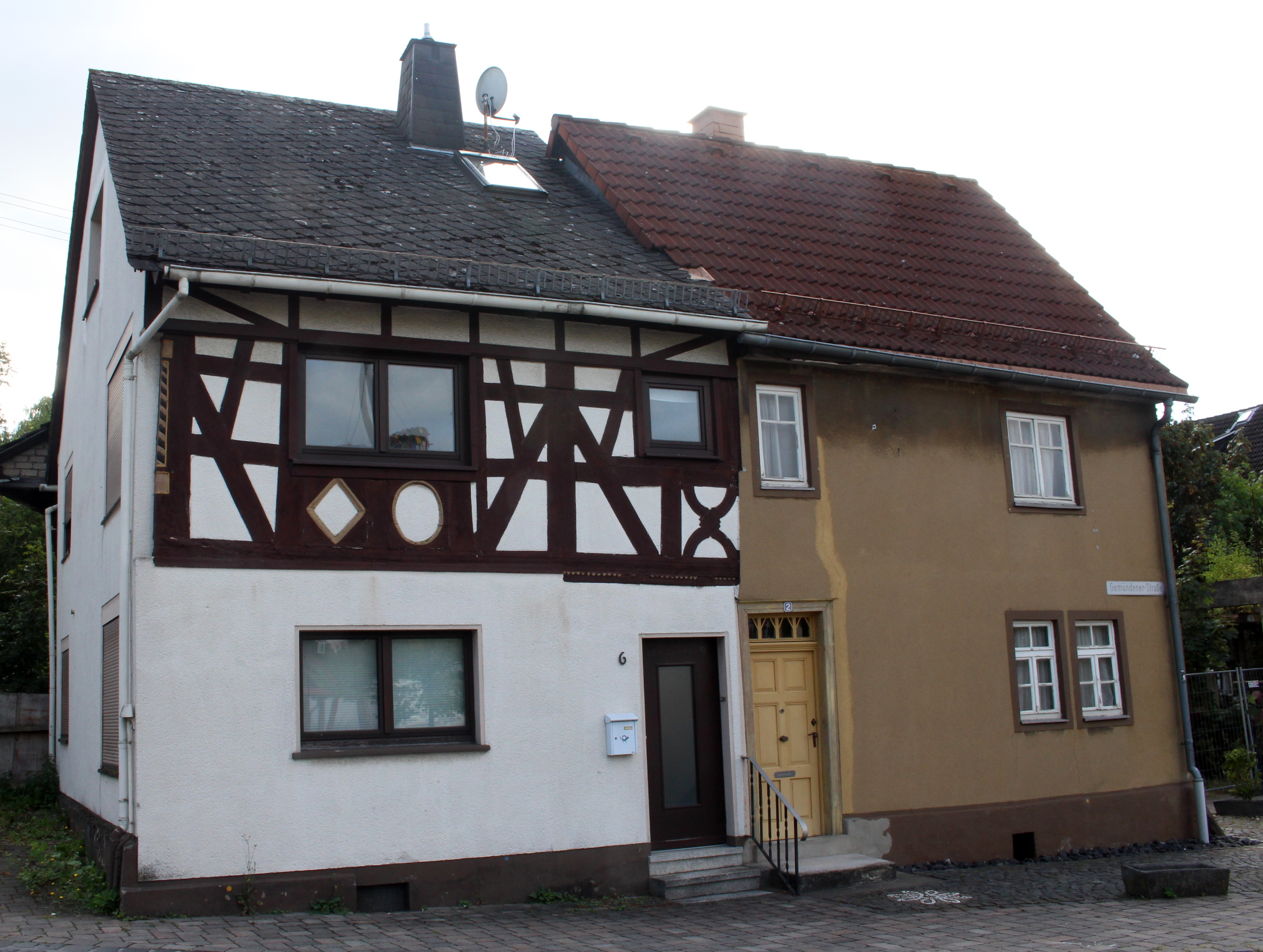
Gemündener Straße 4/6
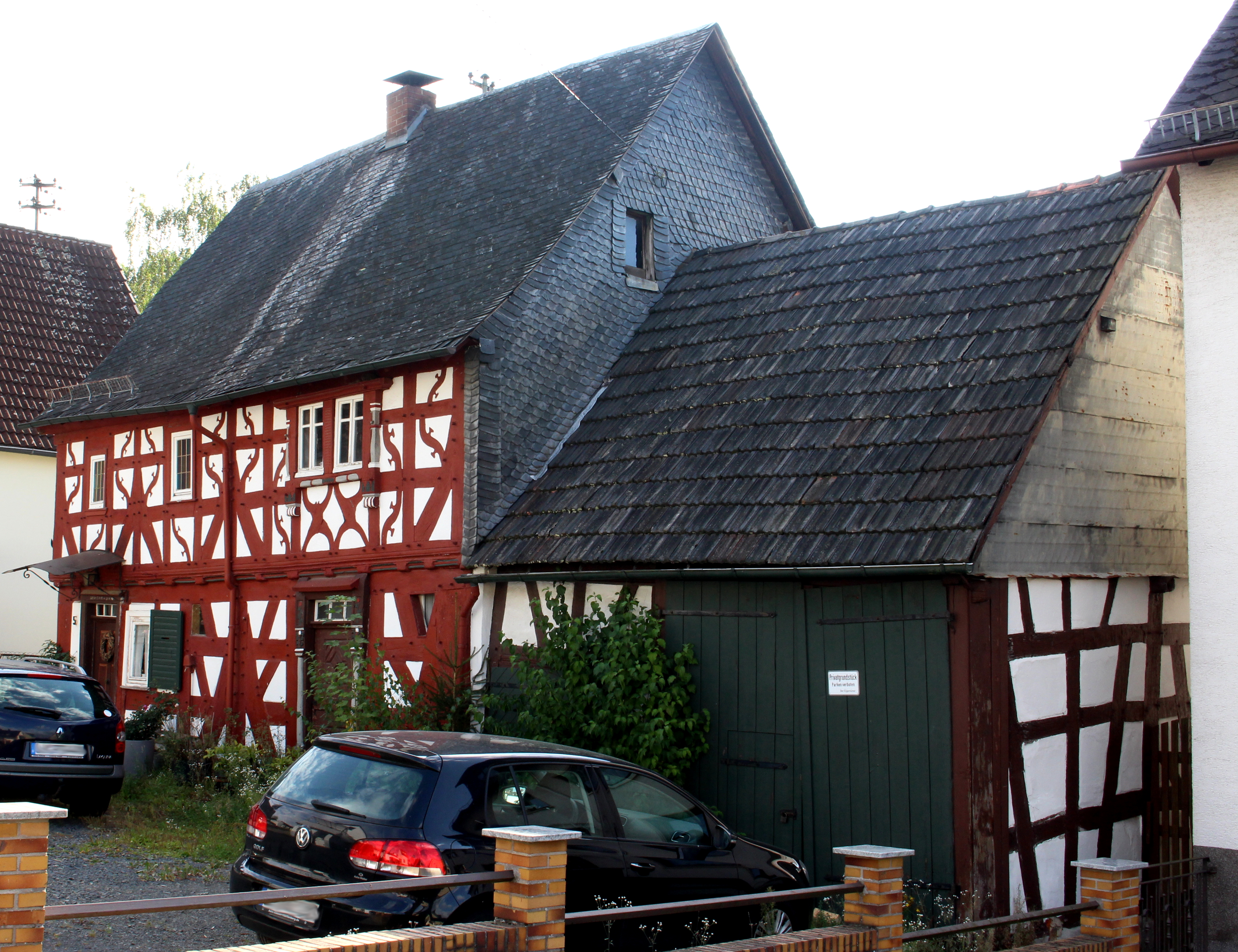
Heepengasse 5
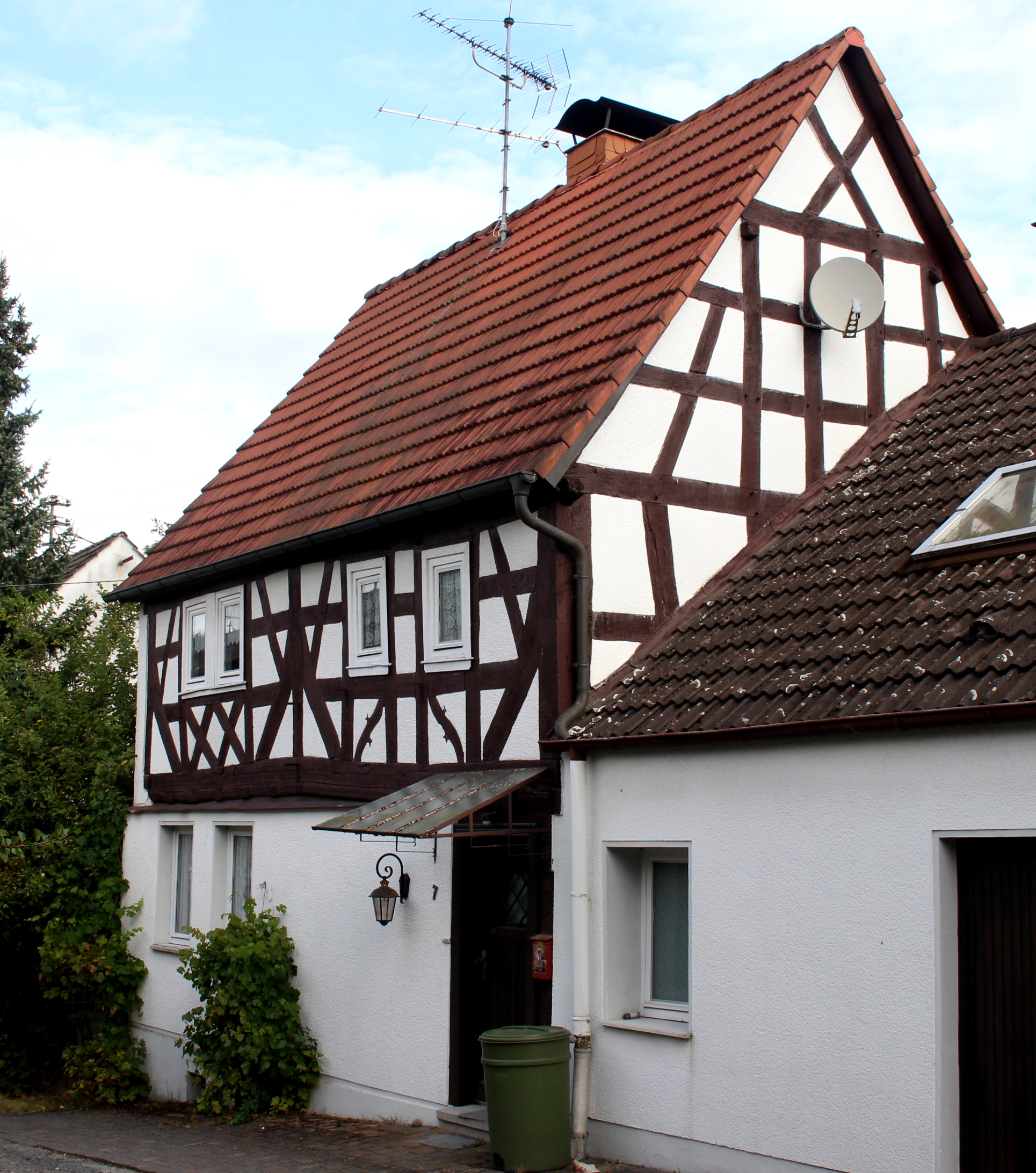
Im Kloster 7
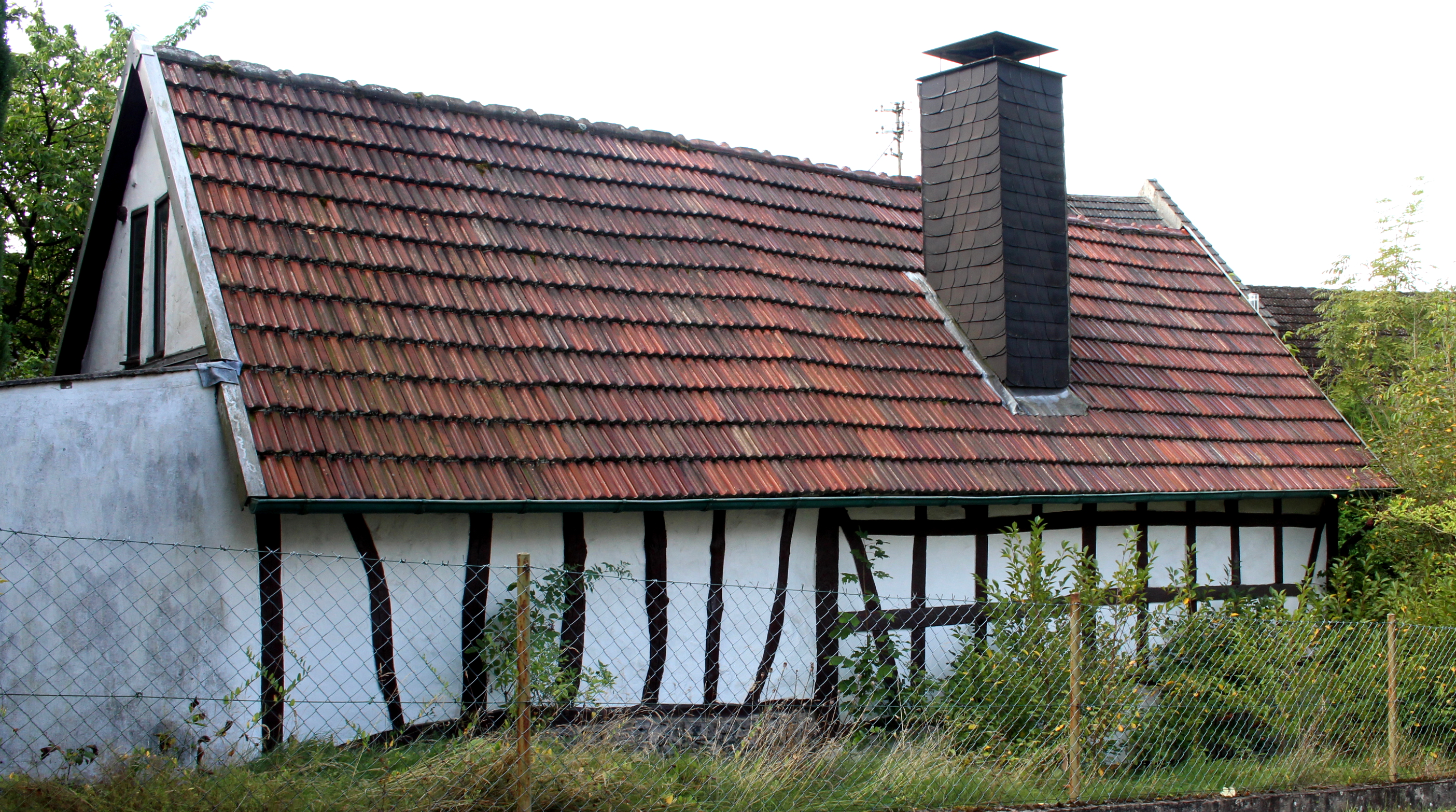
Im Kloster 11
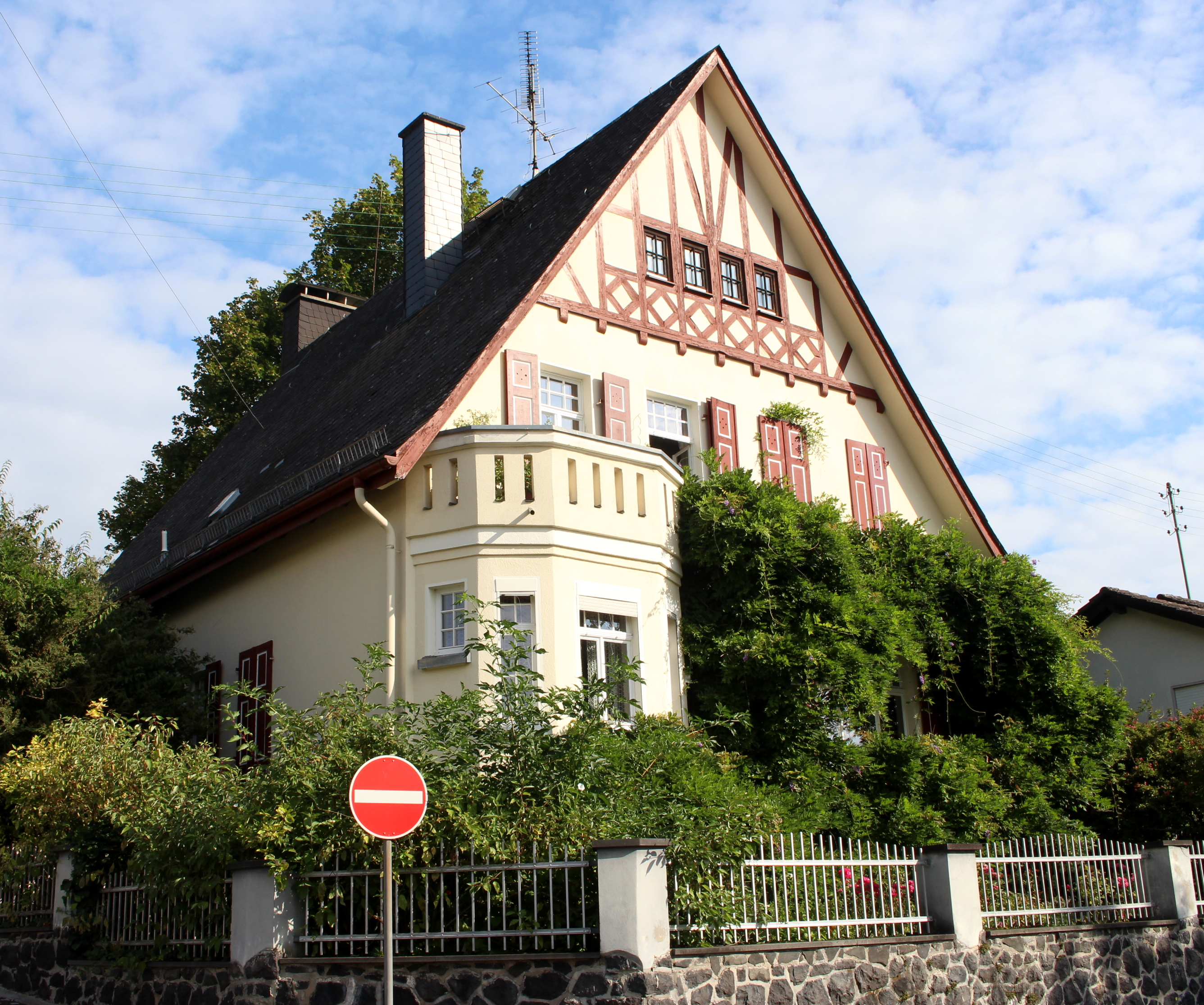
Westring 16

#### Katholische Pfarrkirche St. Matthias und Pfarrhaus
Die katholische St.-Matthias-Kirche wurde 1897 nach Entwürfen des Frankfurter Architekten Joseph Mack im neoromanischen Stil fertiggestellt. Ursprünglich sollte das neue, für die damalige Größe des Ortes sehr großformatige Bauwerk als gemeinsame Kirche mit Wilsenroth dienen, was aber wegen eines Streits der beiden Gemeinden nie verwirklicht wurde. Das Bauwerk sowie eine gut 800 Jahre alte Linde stehen auf einer Geländeerhebung. An diesem Ort befand sich spätestens seit dem 13. Jahrhundert eine Kapelle. Der unmittelbare Vorgängerbau wurde um 1650 errichtet. 1931 erhielt das Gebäude seine heutige Kanzel.
Das Gebäude ist nahe an der klassischen Bauform der Basilika orientiert. Dies drückt sich vor allem darin aus, dass die Seitenschiffe und das Querschiff in ihrer Höhe und Grundfläche deutlich dem Hauptschiff untergeordnet sind. Zur Inneneinrichtung der heutigen Kirche gehören eine der Romanik nachempfundene Flachdecke und Säulen mit Kapitellen sowie Wandgemälde und Langhausfenster aus dem Jugendstil. Um die Hanglage zum Tal des Dermesbaches hin zu unterfangen, wurde die Kirche mit einer von außen zugänglichen Krypta unterfangen. Diese Zeigt unverputztes Mauerwerk im typischen dunklen Basaltstein der Region.
Das Pfarrhaus bildet zusammen mit der Kirche ein denkmalschützerisches Ensemble. Es wurde 1905 als villenähnlicher Bau errichtet. Vermutlich waren ursprünglich mehrere Gebäudeteile als Fachwerk ausgeführt, wie es heute noch am Zwerchhaus der Eingangsseite zu erkennen ist. Diese und vermutlich weitere Ausstattungsdetails gingen jedoch bei späteren Umbauten verloren. Der Eingang und der zugehörige Windfang, die beide Kleeblatt-Umrisse zeigen, sind weitere hervorstechende Baudetails. Zum Gesamtensemble an der Kirche gehören drei Grabkreuze aus dem Barock.

#### Evangelische Kirche
In dem stark katholisch geprägten Dorf wurde 1905/06 dieses Gotteshaus für eine etwa 50-köpfige protestantische Diasporagemeinde errichtet. Die Kirche fügte sich in die erst kurz zuvor bebaute Mainzer Straße (heute Bundesstraße 54) ein, die aus Süden kommend auf den alten Dorfkern zuläuft. Der neobarocke Bau wurde aus regionalem Bruchstein erbaut, der unverputzt blieb. Am Gebäude mischen sich Elemente von Heimat- und Jugendstil, insbesondere im Schnitzwerk der Vorhalle. Das flache Tonnengewölbe ist aus Holz gefügt und trägt heute noch die bauzeitliche Ausmalung. Architekt war vermutlich Ludwig Hofmann, Landesbaumeister der Evangelischen Landeskirche in Nassau. Adresse: Mainzer Straße 19

#### Hofhaus
Das Hofhaus am Nordrand des Orts ist ein ehemaliger Fronhof, den 1556 bis 1577 ein Junker Oswald von Obentraut und seine Gemahlin aus dem regional einflussreichen Haus Reifenberg in seiner heutigen Form erbauen ließen. Oswald war ein Onkel des Reitergenerals Hans Michael Elias von Obentraut. Der westliche Flügel war zum Zeitpunkt des Ausbaus bereits vorhanden. Sein Baujahr ist unbekannt. Bereits kurz nach dem Ausbau begann der Besitz der Anlage mehrfach zu wechseln. 1757 wurde sie an das Haus Nassau-Oranien verkauft, wo sie bis 1822 als verpachtete Domäne verblieb.
Das Gebäude stand burgenartig erhöht über dem alten Dorfkern. Der westliche Teil ist ein massiver Steinbau, der jüngere östliche Teil, der rechtwinklig angebaut wurde, hat einen Steinsockel und einen Fachwerkaufbau. Noch im 16. Jahrhundert erhielt das Gebäude mit der Errichtung des Treppenturms mit einer Spindeltreppe und geschweifter Haube seine heutige Gestalt. Das Fachwerk des jüngeren Teils ist recht einfach gehalten, mit den Feuerböcken des südwestlichen Giebels als prägender Ausnahme. Die Nordwestwand zeigt im Obergeschoss einen auffälligen Aborterker. 1728 wurde am Südwestgiebel ein zweistöckiger Erker angebaut der von einem 1614 errichteten Haus stammte. Adresse: Mainzer Straße 36

#### Grundschule
1860 wurde das Gebäude im spätklassizistischen Stil aus den für die Region typischen Basalt-Bruchsteinen erbaut, kontrastierend mit dem Gewände aus hellem Sandstein. Die geraden Fensterstürze werden lediglich in der Mittelachse mit Rundbögen über dem ebenfalls rundbogigen Doppelportal variiert. Die Stützmauer zur Straße hin mit ihrer breiten Treppe trägt ebenfalls zur architektonischen Wirkung bei. Adresse: Bahnhofstraße 20

#### Ehemaliges Spritzenhaus
Dieses auf 1763 datierte Fachwerkhaus wurde als Einhaus mit Scheuneneinfahrt in der Mitte der Straßenfront errichtet. Das Fachwerk ist insgesamt sehr schlicht und geradlinig gehalten. Im von der Straße gesehen rechten Hausteil, der einstigen Wohnzone, findet sich jedoch auch Schmuck in Form von genasten S- und Bogenstreben. Das Dach und die straßenabgewandten Seiten befinden sich nicht mehr im ursprünglichen Zustand. Für die spätere Nutzung als Spritzenhaus wurde am linken Rand der Traufseite eine weitere Einfahrt angelegt. Nach dem Jahr 2000 wurden diese Einfahrt und die Mittige Scheuneneinfahrt zu Schaufenstern für eine Ladennutzung umgewandelt. Das nicht-historische Dach wurde bei dieser Gelegenheit mit Gauben versehen und die Fensteranordnung im Erdgeschoss leicht verändert, wodurch einige zuvor erfolgte Störungen des Fahrwerks vermindert wurden. Adresse: Bahnhofstraße 23

#### Kulturscheune
Dieser Streckhof bestand aus einem nur kleinen Wohnhaus, das rechts an eine voluminöse Scheune angebaut war. 2005 wurde das Wohnhaus abgebrochen und in den Folgejahren die Scheune zum Versammlungs- und Veranstaltungsort mit kleiner heimathistorischer Ausstellung umgebaut. Das Fachwerk zeigt einfache Formen mit wenigen Querstreben und einen dreizonigen Aufbau. Adresse: Kirchstraße 1

#### Bahnhofstraße 12
Die Außenwände von Obergeschoss und Giebel dieses Hauses bestehen noch aus Fachwerk und stehen damit unter Denkmalschutz. Die übrigen Gebäudeteile wurden inzwischen durch massives Mauerwerk ersetzt. An der Traufseite sind die beiden verschiedenen Fachwerkzonen gut erkennbar, die zwischen 1700 und 1750 kurz hintereinander entstanden. Der rechte Abschnitt ist mit genasten Rundstreben kunstvoller ausgeführt als die linke Fachwerkzone. Zum Entstehungszeitpunkt schloss das Gebäude die Bebauung der heutigen Bahnhofstraße zum Ortsrand hin ab.

#### Bahnhofstraße 21
Dieser Fachwerkbau wurde ausweislich einer allerdings erneuerten Datierung im Gebälk im Jahr 1717 errichtet. Heute besteht das Gebäude aus drei Fachwerkzonen und einer Erweiterung neueren Datums. Herausragender Gebäudeschmuck sind die genasten Rundstreben des Obergeschosses, Mannformen im Fachwerk, die profilierte Schwelle zwischen Erd- und Obergeschoss und die Schnitzereien am fränkischen Erker. Diese Krüge, Becher und Brotlaibe sowie eine Sonne, was auf eine ehemalige Schankbäckerei hinweist.

#### Bahnhofstraße 26
Dieses zweizonige Fachwerk-Wohnhaus, das straßenabgewandt auch Stallungen enthielt, zeigt die typischen sehr schlichten Bauformen des späten 18. Jahrhunderts mit einigen Mannformen. Durch die Verlegung des Eingangs an die Giebelseite wurde der Originalzustand des Erdgeschosses erheblich verändert. Es dürfte sich um eines der ersten Häuser bei der Bebauung der oberen heutigen Bahnhofstraße gehandelt haben.

#### Gemündener Straße 2/6
Die beiden Wohnhäuser bilden sind giebelseitig aneinander gebaut und bilden eine einheitliche Traufseite. Beim Haus Nummer 6 ist das Fachwerk mit Mannformen und Andreaskreuzen sowie Schnitzereien an Rähm und Eckständer erkennbar, das sich bei Nummer 2 vermutlich unter dem Putz fortsetzt. Das Gebäude schließt die obere Bahnhofstraße mit ihrer vergleichsweise gut erhaltenen historischen Bebauung ab und liegt hervorgehoben am „Alten Schmiedeplatz“ am Abzweig der Landstraße in Richtung Gemünden.

#### Heepengasse 5
Das dreizonige Wohnhaus dieses kleinen, als Streckhof angelegten Anwesens entstand im 18. Jahrhundert mit reichem Fachwerkschmuck. Die Balken sind breit ausgeführt, die Streben als Mannformen, Andreaskreuze oder genaste S-Hölzer. Der später angelegte Eingang auf der linken Seite, dem ehemaligen Stall- und Werkstattbereich, stört das ansonsten mustergültige Exemplar Westerwälder Fachwerks. Zusätzliches Schnitzwerk ist lediglich in der mittleren Zone des Gebäudes angebracht, in der sich auch ein fränkischer Erker befindet. Die Haustür scheint mitsamt Griff, Schloss und flankierenden geschnitzten Säulen aus der Bauzeit zu stammen. Der Türsturz wurde jedoch offenbar verändert und dabei eine Inschriftentafel entfernt. An Innenausstattung sind die kaum veränderte Raumaufteilung und eine Kölner Decke erwähnenswert, von der zumindest die Konsolen aus der Bauzeit stammen.
Die rechts angebaute Scheune mit schlichtem Fachwerk stammt wohl aus der Endphase des 18. Jahrhunderts.

#### Im Kloster 7
An diesem weitgehend veränderten Wohnhaus ist die straßenseitige Traufwand des Fachwerk-Obergeschosses erhalten. Dort zeigen sich an der zweizonigen, sonst schlichten Konstruktion Schnitzwerk an Rähm und Schwelle sowie zurückhaltender Schmuck mit einfachen Andreaskreuzen und genasten S-Streben unterhalb der Fenster.

#### Im Kloster 11
Dieser langgezogene, sehr schlichte Fachwerkbau war Teil des so genannten "Westerburger Hofes", der sich im Mittelalter im Besitz des Benediktinerklosters Seligenstadt befand. Das Gebäude stammt aus dem 16. oder 17. Jahrhundert.

#### Westring 16
Dieses jüngste denkmalgeschützte Haus Langendernbachs wurde an einer damals den alten Dorfkern umschließenden Ringstraße errichtet. Es zeigt Elemente von Heimat- und Landhausstil. Wertvolle Elemente sind das Fachwerk des Dachgeschosses, der markante Bruchsteinsockel und der hölzerne Portikus über dem Eingang.

### Naturdenkmal
Langendernbacher Kirchlinde

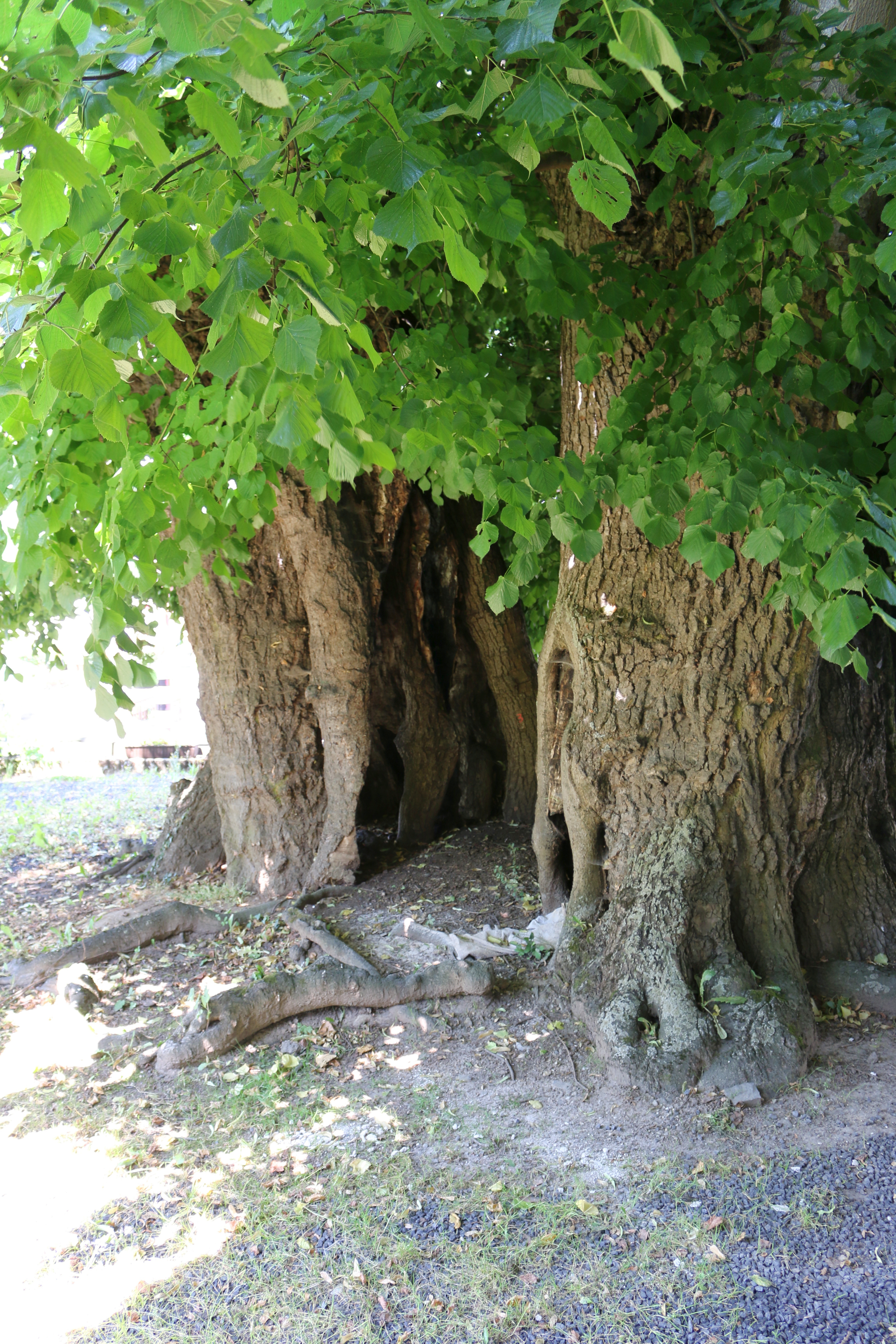
Naturdenkmal Kirchlinde

Sie steht an der Bahnhofstraße im Kirchhof der Dorfkirche St. Matthias. Die als Naturdenkmal (ND 3533003 1) ausgewiesene und in die Liste markanter und alter Baumexemplare in Deutschland eingetragene Sommerlinde zählt zu den ältesten Bäumen Deutschlands. Ihr Alter wird nach unterschiedlichen Quellen mit 500 bis über 800 Jahren angegeben. Im ursprünglich gewaltigen Stamm des imposanten Baumveterans ist kein Holz mehr vorhanden, er ist vollkommen hohl. Die verbliebenen Stammfragmente wirken inzwischen wie drei einzelne Stämme. Ihr Gesamtumfang, gemessen im Jahr 2017, beträgt 11,75 m. Die heutige, verhältnismäßig niedere Krone wird aus deutlich jüngeren, auf den alten Stammteilen nachgewachsenen, Ästen und Neuaustrieben gebildet.

## Wirtschaft und Infrastruktur
Langendernbach ist Sitz der Stephan Schmidt Gruppe, einem der weltweit größten Hersteller von Spezialtonen.
Die Freiwillige Feuerwehr Langendernbach (gegründet 1897, seit dem 12. März 1971 mit Jugendfeuerwehr) sorgt für den abwehrenden Brandschutz und die allgemeine Hilfe.

## Persönlichkeiten

### Söhne und Töchter der Gemeinde
- Franz Müller (1840–1864), Schneider, Mörder
- Wilhelm Löhr (1859–1929), Theologe und Autor
- Anna Maria Speckhahn (1883–1944), NS-Opfer